# Kvalomgångarna i Uefa Champions League 2015/2016
Kvalomgångarna i Uefa Champions League 2015/2016 inleddes den 30 juni och avslutas den 26 augusti 2015. Totalt tävlar 56 lag i kvalomgångarna samt play-off-omgången för att bestämma vilka 10 lag som tar sig till gruppspelet.
Alla tider är listade i CEST (UTC+2)

## Omgång och lottningsdatum
| Omgång              | Lottningsdatum och tid | Första mötet        | Andra mötet        |
| ------------------- | ---------------------- | ------------------- | ------------------ |
| Första kvalomgången | 22 juni 2015, 12:00    | 30 juni–1 juli 2015 | 7–8 juli 2015      |
| Andra kvalomgången  | 22 juni 2015, 12:00    | 14–15 juli 2015     | 21–22 juli 2015    |
| Tredje kvalomgången | 17 juli 2015, 12:00    | 28–29 juli 2015     | 4–5 augusti 2015   |
| Play-off omgången   | 7 augusti 2015, 12:00  | 18–19 augusti 2015  | 25–26 augusti 2015 |

## Lag
| Förklaring till bakgrundsfärger                                            |
| -------------------------------------------------------------------------- |
| Vinnare i play-off omgången avancerar till gruppspelet                     |
| Förloraren i play-off omgången går in i gruppspelet i Europa League        |
| Förloraren i tredjekvalomgången går in i play-off omgången i Europa League |
| Förlorare i första och andra kvalomgången är utslagna                      |

| Lag               | Koeff          |
| Bäst placerade    | Bäst placerade |
| ----------------- | -------------- |
| Manchester United | 103,078        |
| Valencia          | 99,999         |
| Bayer Leverkusen  | 87,883         |
| Sporting Lissabon | 56,226         |
| Lazio             | 49,102         |

| Lag               | Koeff   |
| Mästare           | Mästare |
| ----------------- | ------- |
| Basel             | 84,875  |
| Red Bull Salzburg | 43,135  |
| Viktoria Plzeň    | 31,825  |
| Bäst placerade    |         |
| Sjachtar Donetsk  | 86,033  |
| Ajax              | 66,195  |
| CSKA Moskva       | 55,599  |
| Club Brugge       | 41,440  |
| AS Monaco         | 31,483  |
| Young Boys        | 31,375  |
| Sparta Prag       | 30,825  |
| Fenerbahçe        | 30,020  |
| Panathinaikos     | 19,880  |
| Rapid Wien        | 15,635  |

| Lag                | Koeff   |
| Mästare            | Mästare |
| ------------------ | ------- |
| Steaua București   | 40,259  |
| Celtic             | 39,080  |
| APOEL              | 35,460  |
| BATE Borisov       | 35,150  |
| Ludogorets Razgrad | 25,350  |
| Dinamo Zagreb      | 24,700  |
| Maribor            | 22,225  |
| Maccabi Tel Aviv   | 18,200  |
| Lech Poznań        | 17,300  |
| Partizan Belgrad   | 14,775  |
| Malmö FF           | 12,545  |
| Qarabağ            | 11,500  |
| HJK Helsingfors    | 11,140  |
| Molde FK           | 10,375  |
| FC Midtjylland     | 7,960   |
| Videoton           | 7,950   |
| Skënderbeu Korçë   | 5,575   |
| Sarajevo           | 5,500   |
| Ventspils          | 5,350   |
| Dila Gori          | 4,875   |
| Trenčín            | 4,250   |
| Žalgiris Vilnius   | 3,900   |
| Astana             | 3,825   |
| Milsami Orhei      | 3,750   |
| Rudar Pljevlja     | 3,375   |
| Vardar             | 3,175   |
| Stjarnan           | 3,100   |
| Fola Esch          | 2,525   |
| Dundalk            | 2,150   |
| Hibernians         | 1,591   |

| Lag                     | Koeff   |
| Mästare                 | Mästare |
| ----------------------- | ------- |
| The New Saints          | 5,575   |
| Levadia Tallinn         | 4,200   |
| Pjunik                  | 3,550   |
| FC Santa Coloma         | 2,666   |
| Crusaders               | 2,475   |
| B36 Torshamn            | 1,450   |
| Lincoln Red Imps        | 0,550   |
| Folgore Falciano Calcio | 0,349   |

## Första kvalomgången

### Seeding
| Seedade                                                     | Oseedade                                                              |
| ----------------------------------------------------------- | --------------------------------------------------------------------- |
| The New Saints · Levadia Tallinn · Pjunik · FC Santa Coloma | Crusaders · B36 Torshamn · Lincoln Red Imps · Folgore Falciano Calcio |

### Matcher
| Första kvalomgången – 8 deltagande klubblag | Första kvalomgången – 8 deltagande klubblag | Första kvalomgången – 8 deltagande klubblag | Första kvalomgången – 8 deltagande klubblag | Första kvalomgången – 8 deltagande klubblag |
| ------------------------------------------- | ------------------------------------------- | ------------------------------------------- | ------------------------------------------- | ------------------------------------------- |
| Lag 1                                       | Totalt                                      | Lag 2                                       | Möte 1                                      | Möte 2                                      |
| Lincoln Red Imps                            | 2–1                                         | FC Santa Coloma                             | 0–0                                         | 2–1                                         |
| Crusaders                                   | 00001–1 (BM)                                | Levadia Tallinn                             | 0–0                                         | 1–1                                         |
| Pjunik                                      | 4–2                                         | Folgore Falciano Calcio                     | 2–1                                         | 2–1                                         |
| B36                                         | 2–6                                         | The New Saints                              | 1–2                                         | 1–4                                         |

| 1.A   | 30 juni 2015 | Lincoln Red Imps | 0 – 0   | FC Santa Coloma | Victoria Stadium                                             |                                                              |
| 20:00 | 20:00        |                  | Rapport |                 | Gibraltar Publik: 1 520 Domare: Johnny Casanova (San Marino) | Gibraltar Publik: 1 520 Domare: Johnny Casanova (San Marino) |
| 20:00 | 20:00        |                  |         |                 | Gibraltar Publik: 1 520 Domare: Johnny Casanova (San Marino) | Gibraltar Publik: 1 520 Domare: Johnny Casanova (San Marino) |
| 20:00 | 20:00        |                  |         |                 | Gibraltar Publik: 1 520 Domare: Johnny Casanova (San Marino) | Gibraltar Publik: 1 520 Domare: Johnny Casanova (San Marino) |

| 1.B   | 7 juli 2015 | FC Santa Coloma | 1 – 2           | Lincoln Red Imps           | Estadi Comunal                                                         |                                                                        |
| 20:00 | 20:00       | I. Lima 44′     | (1 – 0) Rapport | 48′ Bardon 64′ L. Casciaro | Andorra la Vella, Andorra Publik: 700 Domare: Roomer Tarajev (Estland) | Andorra la Vella, Andorra Publik: 700 Domare: Roomer Tarajev (Estland) |
| 20:00 | 20:00       |                 |                 |                            | Andorra la Vella, Andorra Publik: 700 Domare: Roomer Tarajev (Estland) | Andorra la Vella, Andorra Publik: 700 Domare: Roomer Tarajev (Estland) |
| 20:00 | 20:00       |                 |                 |                            | Andorra la Vella, Andorra Publik: 700 Domare: Roomer Tarajev (Estland) | Andorra la Vella, Andorra Publik: 700 Domare: Roomer Tarajev (Estland) |

Lincoln Red Imps vidare med 2–1 sammanlagt.
| 2.A   | 30 juni 2015 | Crusaders | 0 – 0   | Levadia Tallinn | Seaview                                                              |                                                                      |
| 20:45 | 20:45        |           | Rapport |                 | Belfast, Nordirland Publik: 1 748 Domare: Þorvaldur Árnason (Island) | Belfast, Nordirland Publik: 1 748 Domare: Þorvaldur Árnason (Island) |
| 20:45 | 20:45        |           |         |                 | Belfast, Nordirland Publik: 1 748 Domare: Þorvaldur Árnason (Island) | Belfast, Nordirland Publik: 1 748 Domare: Þorvaldur Árnason (Island) |
| 20:45 | 20:45        |           |         |                 | Belfast, Nordirland Publik: 1 748 Domare: Þorvaldur Árnason (Island) | Belfast, Nordirland Publik: 1 748 Domare: Þorvaldur Árnason (Island) |

| 2.B   | 7 juli 2015 | Levadia Tallinn | 1 – 1           | Crusaders  | A. Le Coq Arena                                                      |                                                                      |
| 18:00 | 18:00       | Luts 23′        | (1 – 1) Rapport | 4′ Carvill | Tallinn, Estland Publik: 1 230 Domare: Giorgi Kruashvilli (Georgien) | Tallinn, Estland Publik: 1 230 Domare: Giorgi Kruashvilli (Georgien) |
| 18:00 | 18:00       |                 |                 |            | Tallinn, Estland Publik: 1 230 Domare: Giorgi Kruashvilli (Georgien) | Tallinn, Estland Publik: 1 230 Domare: Giorgi Kruashvilli (Georgien) |
| 18:00 | 18:00       |                 |                 |            | Tallinn, Estland Publik: 1 230 Domare: Giorgi Kruashvilli (Georgien) | Tallinn, Estland Publik: 1 230 Domare: Giorgi Kruashvilli (Georgien) |

1–1 sammanlagt, Crusaders vidare på fler gjorda bortamål.
| 3.A   | 30 juni 2015 | Pjunik                    | 2 – 1           | Folgore Falciano Calcio | Vazgen Sargsian Republikanstadion                                  |                                                                    |
| 18:00 | 18:00        | Satumyan 45+2′ Romero 48′ | (1 – 0) Rapport | 71′ Hirsch              | Jerevan, Armenien Publik: 4 000 Domare: Dimitrios Massias (Cypern) | Jerevan, Armenien Publik: 4 000 Domare: Dimitrios Massias (Cypern) |
| 18:00 | 18:00        |                           |                 |                         | Jerevan, Armenien Publik: 4 000 Domare: Dimitrios Massias (Cypern) | Jerevan, Armenien Publik: 4 000 Domare: Dimitrios Massias (Cypern) |
| 18:00 | 18:00        |                           |                 |                         | Jerevan, Armenien Publik: 4 000 Domare: Dimitrios Massias (Cypern) | Jerevan, Armenien Publik: 4 000 Domare: Dimitrios Massias (Cypern) |

| 3.B   | 7 juli 2015 | Folgore Falciano Calcio | 1 – 2           | Pjunik                          | Stadio Olimpico Serravalle                                                     |                                                                                |
| 20:30 | 20:30       | Traini 65′              | (0 – 2) Rapport | 6′ K. Hovhannisyan 41′ Satumyan | Serravalle, San Marino Publik: 821 Domare: Ignasi Villamayor Rozados (Andorra) | Serravalle, San Marino Publik: 821 Domare: Ignasi Villamayor Rozados (Andorra) |
| 20:30 | 20:30       |                         |                 |                                 | Serravalle, San Marino Publik: 821 Domare: Ignasi Villamayor Rozados (Andorra) | Serravalle, San Marino Publik: 821 Domare: Ignasi Villamayor Rozados (Andorra) |
| 20:30 | 20:30       |                         |                 |                                 | Serravalle, San Marino Publik: 821 Domare: Ignasi Villamayor Rozados (Andorra) | Serravalle, San Marino Publik: 821 Domare: Ignasi Villamayor Rozados (Andorra) |

Pjunik vidare med 4–2 sammanlagt.
| 4.A   | 1 juli 2015 | B36 Torshamn | 1 – 2           | The New Saints       | Tórsvøllur                                                        |                                                                   |
| 20:00 | 20:00       | Samuelsen 7′ | (1 – 1) Rapport | 9′ Quigley 90′ Wilde | Torshamn, Färöarna Publik: 1 050 Domare: Sven Bindels (Luxemburg) | Torshamn, Färöarna Publik: 1 050 Domare: Sven Bindels (Luxemburg) |
| 20:00 | 20:00       |              |                 |                      | Torshamn, Färöarna Publik: 1 050 Domare: Sven Bindels (Luxemburg) | Torshamn, Färöarna Publik: 1 050 Domare: Sven Bindels (Luxemburg) |
| 20:00 | 20:00       |              |                 |                      | Torshamn, Färöarna Publik: 1 050 Domare: Sven Bindels (Luxemburg) | Torshamn, Färöarna Publik: 1 050 Domare: Sven Bindels (Luxemburg) |

| 4.B   | 7 juli 2014 | The New Saints                   | 4 – 1           | B36 Torshamn     | Park Hall                                                        |                                                                  |
| 20:00 | 20:00       | Wilde 15′, 27′, 47′ Williams 89′ | (2 – 0) Rapport | 90+1′ Cieślewicz | Oswestry, Wales Publik: 1 148 Domare: Ville Nevalainen (Finland) | Oswestry, Wales Publik: 1 148 Domare: Ville Nevalainen (Finland) |
| 20:00 | 20:00       |                                  |                 |                  | Oswestry, Wales Publik: 1 148 Domare: Ville Nevalainen (Finland) | Oswestry, Wales Publik: 1 148 Domare: Ville Nevalainen (Finland) |
| 20:00 | 20:00       |                                  |                 |                  | Oswestry, Wales Publik: 1 148 Domare: Ville Nevalainen (Finland) | Oswestry, Wales Publik: 1 148 Domare: Ville Nevalainen (Finland) |

The New Saints vidare med 6–2 sammanlagt.

## Andra kvalomgången

### Seeding
| Grupp 1                                                    | Grupp 1                                                  | Grupp 2                                                                        | Grupp 2                                                                       | Grupp 3                                                                                                | Grupp 3                                                                      |
| Seedade                                                    | Oseedade                                                 | Seedade                                                                        | Oseedade                                                                      | Seedade                                                                                                | Oseedade                                                                     |
| ---------------------------------------------------------- | -------------------------------------------------------- | ------------------------------------------------------------------------------ | ----------------------------------------------------------------------------- | --- | ---------------------------------------------------------------------------- |
| APOEL · Maribor · Maccabi Tel Aviv · Lech Poznań · Qarabağ | Sarajevo · Astana · Rudar Pljevlja · Vardar · Hibernians | Celtic · BATE Borisov · Malmö FF · HJK Helsingfors · Molde FK · FC Midtjylland | Ventspils · Žalgiris Vilnius · Pjunik · Stjarnan · Lincoln Red Imps · Dundalk | Steaua București · Ludogorets Razgrad · Dinamo Zagreb · Partizan Belgrad · Videoton · Skënderbeu Korçë | The New Saints · Dila Gori · Trenčín · Crusaders · Milsami Orhei · Fola Esch |

### Matcher
| Andra kvalomgången – 34 deltagande klubblag | Andra kvalomgången – 34 deltagande klubblag | Andra kvalomgången – 34 deltagande klubblag | Andra kvalomgången – 34 deltagande klubblag | Andra kvalomgången – 34 deltagande klubblag |
| ------------------------------------------- | ------------------------------------------- | ------------------------------------------- | ------------------------------------------- | ------------------------------------------- |
| Lag 1                                       | Totalt                                      | Lag 2                                       | Möte 1                                      | Möte 2                                      |
| Hibernians                                  | 3–6                                         | Maccabi Tel Aviv                            | 2–1                                         | 1–5                                         |
| APOEL                                       | 00001–0 (BM)                                | Vardar                                      | 0–0                                         | 1–1                                         |
| Qarabağ                                     | 1–0                                         | Rudar Pljevlja                              | 0–0                                         | 1–0                                         |
| Sarajevo                                    | 0–3                                         | Lech Poznań                                 | 0–2                                         | 0–1                                         |
| Maribor                                     | 2–3                                         | Astana                                      | 1–0                                         | 1–3                                         |
| BATE Borisov                                | 2–1                                         | Dundalk                                     | 2–1                                         | 0–0                                         |
| Ventspils                                   | 1–4                                         | HJK Helsingfors                             | 1–3                                         | 0–1                                         |
| FC Midtjylland                              | 3–0                                         | Lincoln Red Imps                            | 1–0                                         | 2–0                                         |
| Molde FK                                    | 5–1                                         | Pjunik                                      | 5–0                                         | 0–1                                         |
| Malmö FF                                    | 1–0                                         | Žalgiris Vilnius                            | 0–0                                         | 1–0                                         |
| Celtic                                      | 6–1                                         | Stjarnan                                    | 2–0                                         | 4–1                                         |
| Trenčín                                     | 3–4                                         | Steaua București                            | 0–2                                         | 3–2                                         |
| Partizan Belgrad                            | 3–0                                         | Dila Gori                                   | 1–0                                         | 2–0                                         |
| Ludogorets Razgrad                          | 1–3                                         | Milsami Orhei                               | 0–1                                         | 1–2                                         |
| Dinamo Zagreb                               | 4–1                                         | Fola Esch                                   | 1–1                                         | 3–0                                         |
| Skënderbeu Korçë                            | 6–4                                         | Crusaders                                   | 4–1                                         | 2–3                                         |
| The New Saints                              | 1–2                                         | Videoton                                    | 0–1                                         | 1–1 (e.f.)                                  |

| 1.A   | 14 juli 2015 | Hibernians               | 2 – 1           | Maccabi Tel Aviv | Hibernians Ground                                              |                                                                |
| 20:00 | 20:00        | Jorginho 74′ J. Lima 85′ | (0 – 1) Rapport | 22′ Igiebor      | Paola, Malta Publik: 1 470 Domare: Sergey Lapochkin (Ryssland) | Paola, Malta Publik: 1 470 Domare: Sergey Lapochkin (Ryssland) |
| 20:00 | 20:00        |                          |                 |                  | Paola, Malta Publik: 1 470 Domare: Sergey Lapochkin (Ryssland) | Paola, Malta Publik: 1 470 Domare: Sergey Lapochkin (Ryssland) |
| 20:00 | 20:00        |                          |                 |                  | Paola, Malta Publik: 1 470 Domare: Sergey Lapochkin (Ryssland) | Paola, Malta Publik: 1 470 Domare: Sergey Lapochkin (Ryssland) |

| 1.B   | 21 juli 2015 | Maccabi Tel Aviv                                                       | 5 – 1           | Hibernians | Bloomfield Stadium                                                  |                                                                     |
| 19:30 | 19:30        | Jorginho 32′ (sjm.) Zahavi 58′ (str.), 90′ Ben Haim II 61′ Igiebor 82′ | (1 – 0) Rapport | 52′ Soares | Tel Aviv, Israel Publik: 13 125 Domare: Andris Treimanis (Lettland) | Tel Aviv, Israel Publik: 13 125 Domare: Andris Treimanis (Lettland) |
| 19:30 | 19:30        |                                                                        |                 |            | Tel Aviv, Israel Publik: 13 125 Domare: Andris Treimanis (Lettland) | Tel Aviv, Israel Publik: 13 125 Domare: Andris Treimanis (Lettland) |
| 19:30 | 19:30        |                                                                        |                 |            | Tel Aviv, Israel Publik: 13 125 Domare: Andris Treimanis (Lettland) | Tel Aviv, Israel Publik: 13 125 Domare: Andris Treimanis (Lettland) |

Maccabi Tel Aviv vidare med 6–3 sammanlagt.
| 2.A   | 14 juli 2015 | APOEL | 0 – 0   | Vardar | GSP Stadium                                                          |                                                                      |
| 19:00 | 19:00        |       | Rapport |        | Nicosia, Cypern Publik: 14 531 Domare: Aliyar Aghayev (Azerbajdzjan) | Nicosia, Cypern Publik: 14 531 Domare: Aliyar Aghayev (Azerbajdzjan) |
| 19:00 | 19:00        |       |         |        | Nicosia, Cypern Publik: 14 531 Domare: Aliyar Aghayev (Azerbajdzjan) | Nicosia, Cypern Publik: 14 531 Domare: Aliyar Aghayev (Azerbajdzjan) |
| 19:00 | 19:00        |       |         |        | Nicosia, Cypern Publik: 14 531 Domare: Aliyar Aghayev (Azerbajdzjan) | Nicosia, Cypern Publik: 14 531 Domare: Aliyar Aghayev (Azerbajdzjan) |

| 2.B   | 21 juli 2015 | Vardar        | 1 – 1           | APOEL           | Arena Filip II                                                   |                                                                  |
| 20:00 | 20:00        | Dashyan 90+4′ | (0 – 0) Rapport | 60′ De Vincenti | Skopje, Makedonien Publik: 22 540 Domare: Davide Massa (Italien) | Skopje, Makedonien Publik: 22 540 Domare: Davide Massa (Italien) |
| 20:00 | 20:00        |               |                 |                 | Skopje, Makedonien Publik: 22 540 Domare: Davide Massa (Italien) | Skopje, Makedonien Publik: 22 540 Domare: Davide Massa (Italien) |
| 20:00 | 20:00        |               |                 |                 | Skopje, Makedonien Publik: 22 540 Domare: Davide Massa (Italien) | Skopje, Makedonien Publik: 22 540 Domare: Davide Massa (Italien) |

1–1 sammanlagt, APOEL vidare på fler gjorda bortamål.
| 3.A   | 15 juli 2015 | Qarabağ | 0 – 0   | Rudar Pljevlja | Tofiq Bähramov-stadion                                                  |                                                                         |
| 18:30 | 18:30        |         | Rapport |                | Baku, Azerbajdzjan Publik: 28 854 Domare: Sebastian Colțescu (Rumänien) | Baku, Azerbajdzjan Publik: 28 854 Domare: Sebastian Colțescu (Rumänien) |
| 18:30 | 18:30        |         |         |                | Baku, Azerbajdzjan Publik: 28 854 Domare: Sebastian Colțescu (Rumänien) | Baku, Azerbajdzjan Publik: 28 854 Domare: Sebastian Colțescu (Rumänien) |
| 18:30 | 18:30        |         |         |                | Baku, Azerbajdzjan Publik: 28 854 Domare: Sebastian Colțescu (Rumänien) | Baku, Azerbajdzjan Publik: 28 854 Domare: Sebastian Colțescu (Rumänien) |

| 3.B   | 22 juli 2015 | Rudar Pljevlja | 0 – 1           | Qarabağ      | Stadion pod Malim Brdom                                               |                                                                       |
| 20:45 | 20:45        |                | (0 – 0) Rapport | 57′ Reynaldo | Petrovac, Montenegro Publik: 1 400 Domare: Georgi Kabakov (Bulgarien) | Petrovac, Montenegro Publik: 1 400 Domare: Georgi Kabakov (Bulgarien) |
| 20:45 | 20:45        |                |                 |              | Petrovac, Montenegro Publik: 1 400 Domare: Georgi Kabakov (Bulgarien) | Petrovac, Montenegro Publik: 1 400 Domare: Georgi Kabakov (Bulgarien) |
| 20:45 | 20:45        |                |                 |              | Petrovac, Montenegro Publik: 1 400 Domare: Georgi Kabakov (Bulgarien) | Petrovac, Montenegro Publik: 1 400 Domare: Georgi Kabakov (Bulgarien) |

Qarabağ vidare med 1–0 sammanlagt.
| 4.A   | 14 juli 2015 | Sarajevo | 0 – 2           | Lech Poznań                 | Asim Ferhatović Hase-stadion                                                    |                                                                                 |
| 21:00 | 21:00        |          | (0 – 1) Rapport | 40′ Hämäläinen 62′ Thomalla | Sarajevo, Bosnien och Hercegovina Publik: 16 500 Domare: Paolo Valeri (Italien) | Sarajevo, Bosnien och Hercegovina Publik: 16 500 Domare: Paolo Valeri (Italien) |
| 21:00 | 21:00        |          |                 |                             | Sarajevo, Bosnien och Hercegovina Publik: 16 500 Domare: Paolo Valeri (Italien) | Sarajevo, Bosnien och Hercegovina Publik: 16 500 Domare: Paolo Valeri (Italien) |
| 21:00 | 21:00        |          |                 |                             | Sarajevo, Bosnien och Hercegovina Publik: 16 500 Domare: Paolo Valeri (Italien) | Sarajevo, Bosnien och Hercegovina Publik: 16 500 Domare: Paolo Valeri (Italien) |

| 4.B   | 22 juli 2015 | Lech Poznań | 1 – 0           | Sarajevo | INEA Stadion                                                  |                                                               |
| 20:45 | 20:45        | Douglas 6′  | (1 – 0) Rapport |          | Poznań, Polen Publik: 22 205 Domare: Kevin Clancy (Skottland) | Poznań, Polen Publik: 22 205 Domare: Kevin Clancy (Skottland) |
| 20:45 | 20:45        |             |                 |          | Poznań, Polen Publik: 22 205 Domare: Kevin Clancy (Skottland) | Poznań, Polen Publik: 22 205 Domare: Kevin Clancy (Skottland) |
| 20:45 | 20:45        |             |                 |          | Poznań, Polen Publik: 22 205 Domare: Kevin Clancy (Skottland) | Poznań, Polen Publik: 22 205 Domare: Kevin Clancy (Skottland) |

Lech Poznań vidare med 3–0 sammanlagt.
| 5.A   | 14 juli 2015 | Maribor  | 1 – 0           | Astana | Ljudski vrt                                                                 |                                                                             |
| 20:30 | 20:30        | Šuler 5′ | (1 – 0) Rapport |        | Maribor, Slovenien Publik: 10 458 Domare: Carlos del Cerro Grande (Spanien) | Maribor, Slovenien Publik: 10 458 Domare: Carlos del Cerro Grande (Spanien) |
| 20:30 | 20:30        |          |                 |        | Maribor, Slovenien Publik: 10 458 Domare: Carlos del Cerro Grande (Spanien) | Maribor, Slovenien Publik: 10 458 Domare: Carlos del Cerro Grande (Spanien) |
| 20:30 | 20:30        |          |                 |        | Maribor, Slovenien Publik: 10 458 Domare: Carlos del Cerro Grande (Spanien) | Maribor, Slovenien Publik: 10 458 Domare: Carlos del Cerro Grande (Spanien) |

| 5.B   | 22 juli 2015 | Astana                               | 3 – 2           | Maribor      | Astana Arena                                                        |                                                                     |
| 16:00 | 16:00        | Dzholchiev 12′ Cañas 43′ Twumasi 58′ | (2 – 0) Rapport | 39′ Rajčević | Astana, Kazakstan Publik: 23 650 Domare: Adrien Jaccottet (Schweiz) | Astana, Kazakstan Publik: 23 650 Domare: Adrien Jaccottet (Schweiz) |
| 16:00 | 16:00        |                                      |                 |              | Astana, Kazakstan Publik: 23 650 Domare: Adrien Jaccottet (Schweiz) | Astana, Kazakstan Publik: 23 650 Domare: Adrien Jaccottet (Schweiz) |
| 16:00 | 16:00        |                                      |                 |              | Astana, Kazakstan Publik: 23 650 Domare: Adrien Jaccottet (Schweiz) | Astana, Kazakstan Publik: 23 650 Domare: Adrien Jaccottet (Schweiz) |

Astana vidare med 3–2 sammanlagt.
| 6.A   | 15 juli 2015 | BATE Borisov                 | 2 – 1           | Dundalk      | Borisov Arena                                                        |                                                                      |
| 19:30 | 19:30        | Karnitsky 11′ Yablonskiy 36′ | (2 – 1) Rapport | 32′ McMillan | Barysaŭ, Vitryssland Publik: 11 421 Domare: Vlado Glođović (Serbien) | Barysaŭ, Vitryssland Publik: 11 421 Domare: Vlado Glođović (Serbien) |
| 19:30 | 19:30        |                              |                 |              | Barysaŭ, Vitryssland Publik: 11 421 Domare: Vlado Glođović (Serbien) | Barysaŭ, Vitryssland Publik: 11 421 Domare: Vlado Glođović (Serbien) |
| 19:30 | 19:30        |                              |                 |              | Barysaŭ, Vitryssland Publik: 11 421 Domare: Vlado Glođović (Serbien) | Barysaŭ, Vitryssland Publik: 11 421 Domare: Vlado Glođović (Serbien) |

| 6.B   | 22 juli 2015 | Dundalk | 0 – 0   | BATE Borisov | Oriel Park                                                         |                                                                    |
| 20:45 | 20:45        |         | Rapport |              | Dundalk, Irland Publik: 3 103 Domare: Stavros Tritsonis (Grekland) | Dundalk, Irland Publik: 3 103 Domare: Stavros Tritsonis (Grekland) |
| 20:45 | 20:45        |         |         |              | Dundalk, Irland Publik: 3 103 Domare: Stavros Tritsonis (Grekland) | Dundalk, Irland Publik: 3 103 Domare: Stavros Tritsonis (Grekland) |
| 20:45 | 20:45        |         |         |              | Dundalk, Irland Publik: 3 103 Domare: Stavros Tritsonis (Grekland) | Dundalk, Irland Publik: 3 103 Domare: Stavros Tritsonis (Grekland) |

BATE Borisov vidare med 2–1 sammanlagt.
| 7.A   | 14 juli 2015 | Ventspils    | 1 – 3           | HJK Helsingfors                           | Ventspils Olimpiskais Stadions                                   |                                                                  |
| 17:30 | 17:30        | Jemeļins 63′ | (0 – 0) Rapport | 75′ (str.) Zeneli 86′ Jallow 90+2′ Tanaka | Ventspils, Lettland Publik: 2 450 Domare: Jakob Kehlet (Danmark) | Ventspils, Lettland Publik: 2 450 Domare: Jakob Kehlet (Danmark) |
| 17:30 | 17:30        |              |                 |                                           | Ventspils, Lettland Publik: 2 450 Domare: Jakob Kehlet (Danmark) | Ventspils, Lettland Publik: 2 450 Domare: Jakob Kehlet (Danmark) |
| 17:30 | 17:30        |              |                 |                                           | Ventspils, Lettland Publik: 2 450 Domare: Jakob Kehlet (Danmark) | Ventspils, Lettland Publik: 2 450 Domare: Jakob Kehlet (Danmark) |

| 7.B   | 21 juli 2015 | HJK Helsingfors | 1 – 0           | Ventspils | Sonera Stadium                                                      |                                                                     |
| 18:00 | 18:00        | Havenaar 83′    | (0 – 0) Rapport |           | Helsingfors, Finland Publik: 6 562 Domare: Andreas Ekberg (Sverige) | Helsingfors, Finland Publik: 6 562 Domare: Andreas Ekberg (Sverige) |
| 18:00 | 18:00        |                 |                 |           | Helsingfors, Finland Publik: 6 562 Domare: Andreas Ekberg (Sverige) | Helsingfors, Finland Publik: 6 562 Domare: Andreas Ekberg (Sverige) |
| 18:00 | 18:00        |                 |                 |           | Helsingfors, Finland Publik: 6 562 Domare: Andreas Ekberg (Sverige) | Helsingfors, Finland Publik: 6 562 Domare: Andreas Ekberg (Sverige) |

HJK Helsingfors vidare med 4–1 sammanlagt.
| 8.A   | 14 juli 2015 | FC Midtjylland | 1 – 0           | Lincoln Red Imps | MCH Arena                                                      |                                                                |
| 19:30 | 19:30        | Rasmussen 33′  | (1 – 0) Rapport |                  | Herning, Danmark Publik: 5 291 Domare: Alan Mario Sant (Malta) | Herning, Danmark Publik: 5 291 Domare: Alan Mario Sant (Malta) |
| 19:30 | 19:30        |                |                 |                  | Herning, Danmark Publik: 5 291 Domare: Alan Mario Sant (Malta) | Herning, Danmark Publik: 5 291 Domare: Alan Mario Sant (Malta) |
| 19:30 | 19:30        |                |                 |                  | Herning, Danmark Publik: 5 291 Domare: Alan Mario Sant (Malta) | Herning, Danmark Publik: 5 291 Domare: Alan Mario Sant (Malta) |

| 8.B   | 21 juli 2015 | Lincoln Red Imps | 0 – 2           | FC Midtjylland        | Victoria Stadium                                       |                                                        |
| 20:00 | 20:00        |                  | (0 – 1) Rapport | 44′ Pušić 89′ Duelund | Gibraltar Publik: 1 950 Domare: Hugo Miguel (Portugal) | Gibraltar Publik: 1 950 Domare: Hugo Miguel (Portugal) |
| 20:00 | 20:00        |                  |                 |                       | Gibraltar Publik: 1 950 Domare: Hugo Miguel (Portugal) | Gibraltar Publik: 1 950 Domare: Hugo Miguel (Portugal) |
| 20:00 | 20:00        |                  |                 |                       | Gibraltar Publik: 1 950 Domare: Hugo Miguel (Portugal) | Gibraltar Publik: 1 950 Domare: Hugo Miguel (Portugal) |

FC Midtjylland vidare med 3–0 sammanlagt.
| 9.A   | 14 juli 2015 | Molde FK                                             | 5 – 0           | Pjunik | Aker Stadion                                                      |                                                                   |
| 20:00 | 20:00        | Elyounoussi 35′, 44′ Kamara 84′, 90+2′ Moström 90+5′ | (2 – 0) Rapport |        | Molde, Norge Publik: 5 650 Domare: Pavle Radovanović (Montenegro) | Molde, Norge Publik: 5 650 Domare: Pavle Radovanović (Montenegro) |
| 20:00 | 20:00        |                                                      |                 |        | Molde, Norge Publik: 5 650 Domare: Pavle Radovanović (Montenegro) | Molde, Norge Publik: 5 650 Domare: Pavle Radovanović (Montenegro) |
| 20:00 | 20:00        |                                                      |                 |        | Molde, Norge Publik: 5 650 Domare: Pavle Radovanović (Montenegro) | Molde, Norge Publik: 5 650 Domare: Pavle Radovanović (Montenegro) |

| 9.B   | 21 juli 2015 | Pjunik      | 1 – 0           | Molde FK | Vazgen Sargsian Republikanstadion                                 |                                                                   |
| 16:00 | 16:00        | Badoyan 74′ | (0 – 0) Rapport |          | Jerevan, Armenien Publik: 2 500 Domare: Anatoliy Abdula (Ukraina) | Jerevan, Armenien Publik: 2 500 Domare: Anatoliy Abdula (Ukraina) |
| 16:00 | 16:00        |             |                 |          | Jerevan, Armenien Publik: 2 500 Domare: Anatoliy Abdula (Ukraina) | Jerevan, Armenien Publik: 2 500 Domare: Anatoliy Abdula (Ukraina) |
| 16:00 | 16:00        |             |                 |          | Jerevan, Armenien Publik: 2 500 Domare: Anatoliy Abdula (Ukraina) | Jerevan, Armenien Publik: 2 500 Domare: Anatoliy Abdula (Ukraina) |

Molde FK vidare med 5–1 sammanlagt.
| 10.A  | 15 juli 2015 | Malmö FF | 0 – 0   | Žalgiris Vilnius | Swedbank Stadion                                                   |                                                                    |
| 19:00 | 19:00        |          | Rapport |                  | Malmö, Sverige Publik: 12 436 Domare: Eitan Shemeulevitch (Israel) | Malmö, Sverige Publik: 12 436 Domare: Eitan Shemeulevitch (Israel) |
| 19:00 | 19:00        |          |         |                  | Malmö, Sverige Publik: 12 436 Domare: Eitan Shemeulevitch (Israel) | Malmö, Sverige Publik: 12 436 Domare: Eitan Shemeulevitch (Israel) |
| 19:00 | 19:00        |          |         |                  | Malmö, Sverige Publik: 12 436 Domare: Eitan Shemeulevitch (Israel) | Malmö, Sverige Publik: 12 436 Domare: Eitan Shemeulevitch (Israel) |

| 10.B  | 21 juli 2015 | Žalgiris Vilnius | 0 – 1           | Malmö FF       | LFF Stadium                                                       |                                                                   |
| 20:10 | 20:10        |                  | (0 – 0) Rapport | 55′ Tinnerholm | Vilnius, Litauen Publik: 4 933 Domare: Benoît Bastien (Frankrike) | Vilnius, Litauen Publik: 4 933 Domare: Benoît Bastien (Frankrike) |
| 20:10 | 20:10        |                  |                 |                | Vilnius, Litauen Publik: 4 933 Domare: Benoît Bastien (Frankrike) | Vilnius, Litauen Publik: 4 933 Domare: Benoît Bastien (Frankrike) |
| 20:10 | 20:10        |                  |                 |                | Vilnius, Litauen Publik: 4 933 Domare: Benoît Bastien (Frankrike) | Vilnius, Litauen Publik: 4 933 Domare: Benoît Bastien (Frankrike) |

Malmö FF vidare med 1–0 sammanlagt.
| 11.A  | 15 juli 2015 | Celtic                  | 2 – 0           | Stjarnan | Celtic Park                                                         |                                                                     |
| 20:45 | 20:45        | Boyata 44′ Johansen 56′ | (1 – 0) Rapport |          | Glasgow, Skottland Publik: 37 969 Domare: Daniel Siebert (Tyskland) | Glasgow, Skottland Publik: 37 969 Domare: Daniel Siebert (Tyskland) |
| 20:45 | 20:45        |                         |                 |          | Glasgow, Skottland Publik: 37 969 Domare: Daniel Siebert (Tyskland) | Glasgow, Skottland Publik: 37 969 Domare: Daniel Siebert (Tyskland) |
| 20:45 | 20:45        |                         |                 |          | Glasgow, Skottland Publik: 37 969 Domare: Daniel Siebert (Tyskland) | Glasgow, Skottland Publik: 37 969 Domare: Daniel Siebert (Tyskland) |

| 11.B  | 22 juli 2015 | Stjarnan  | 1 – 4           | Celtic                                             | Stjörnuvöllur                                                    |                                                                  |
| 21:15 | 21:15        | Finsen 7′ | (1 – 1) Rapport | 33′ Biton 49′ Mulgrew 88′ Griffiths 90+3′ Johansen | Garðabær, Island Publik: 1 022 Domare: Jonathan Lardot (Belgien) | Garðabær, Island Publik: 1 022 Domare: Jonathan Lardot (Belgien) |
| 21:15 | 21:15        |           |                 |                                                    | Garðabær, Island Publik: 1 022 Domare: Jonathan Lardot (Belgien) | Garðabær, Island Publik: 1 022 Domare: Jonathan Lardot (Belgien) |
| 21:15 | 21:15        |           |                 |                                                    | Garðabær, Island Publik: 1 022 Domare: Jonathan Lardot (Belgien) | Garðabær, Island Publik: 1 022 Domare: Jonathan Lardot (Belgien) |

Celtic vidare med 6–1 sammanlagt.
| 12.A  | 14 juli 2015 | Trenčín | 0 – 2           | Steaua București        | Štadión pod Dubňom                                                              |                                                                                 |
| 20:30 | 20:30        |         | (0 – 0) Rapport | 63′ Stanciu 70′ Hamroun | Žilina, Slovakien Publik: 6 936 Domare: Alejandro Hernández Hernández (Spanien) | Žilina, Slovakien Publik: 6 936 Domare: Alejandro Hernández Hernández (Spanien) |
| 20:30 | 20:30        |         |                 |                         | Žilina, Slovakien Publik: 6 936 Domare: Alejandro Hernández Hernández (Spanien) | Žilina, Slovakien Publik: 6 936 Domare: Alejandro Hernández Hernández (Spanien) |
| 20:30 | 20:30        |         |                 |                         | Žilina, Slovakien Publik: 6 936 Domare: Alejandro Hernández Hernández (Spanien) | Žilina, Slovakien Publik: 6 936 Domare: Alejandro Hernández Hernández (Spanien) |

| 12.B  | 22 juli 2015 | Steaua București           | 2 – 3           | Trenčín                  | Arena Națională                                               |                                                               |
| 20:30 | 20:30        | Muniru 57′ Tadé 60′ (str.) | (0 – 1) Rapport | 13′, 84′ Wesley 21′ Bero | Bukarest, Rumänien Publik: 0 Domare: Paweł Raczkowski (Polen) | Bukarest, Rumänien Publik: 0 Domare: Paweł Raczkowski (Polen) |
| 20:30 | 20:30        |                            |                 |                          | Bukarest, Rumänien Publik: 0 Domare: Paweł Raczkowski (Polen) | Bukarest, Rumänien Publik: 0 Domare: Paweł Raczkowski (Polen) |
| 20:30 | 20:30        |                            |                 |                          | Bukarest, Rumänien Publik: 0 Domare: Paweł Raczkowski (Polen) | Bukarest, Rumänien Publik: 0 Domare: Paweł Raczkowski (Polen) |

Dinamo Zagreb vidare med 4–1 sammanlagt.
| 13.A  | 14 juli 2015 | Partizan Belgrad | 1 – 0           | Dila Gori | Stadion Partizana                                                  |                                                                    |
| 20:45 | 20:45        | Babović 83′      | (0 – 0) Rapport |           | Belgrad, Serbien Publik: 11 746 Domare: Bastian Dankert (Tyskland) | Belgrad, Serbien Publik: 11 746 Domare: Bastian Dankert (Tyskland) |
| 20:45 | 20:45        |                  |                 |           | Belgrad, Serbien Publik: 11 746 Domare: Bastian Dankert (Tyskland) | Belgrad, Serbien Publik: 11 746 Domare: Bastian Dankert (Tyskland) |
| 20:45 | 20:45        |                  |                 |           | Belgrad, Serbien Publik: 11 746 Domare: Bastian Dankert (Tyskland) | Belgrad, Serbien Publik: 11 746 Domare: Bastian Dankert (Tyskland) |

| 13.B  | 21 juli 2015 | Dila Gori | 0 – 2           | Partizan Belgrad         | Tengiz Burjanadze Stadium                                     |                                                               |
| 14:30 | 14:30        |           | (0 – 1) Rapport | 37′ Brašanac 64′ Oumarou | Gori, Georgien Publik: 3 842 Domare: Daniel Stefański (Polen) | Gori, Georgien Publik: 3 842 Domare: Daniel Stefański (Polen) |
| 14:30 | 14:30        |           |                 |                          | Gori, Georgien Publik: 3 842 Domare: Daniel Stefański (Polen) | Gori, Georgien Publik: 3 842 Domare: Daniel Stefański (Polen) |
| 14:30 | 14:30        |           |                 |                          | Gori, Georgien Publik: 3 842 Domare: Daniel Stefański (Polen) | Gori, Georgien Publik: 3 842 Domare: Daniel Stefański (Polen) |

Partizan Belgrad vidare med 3–0 sammanlagt.
| 14.A  | 14 juli 2015 | Ludogorets Razgrad | 0 – 1           | Milsami Orhei | Ludogorets Arena                                                 |                                                                  |
| 19:45 | 19:45        |                    | (0 – 1) Rapport | 41′ Antoniuc  | Razgrad, Bulgarien Publik: 5 120 Domare: Antti Munukka (Finland) | Razgrad, Bulgarien Publik: 5 120 Domare: Antti Munukka (Finland) |
| 19:45 | 19:45        |                    |                 |               | Razgrad, Bulgarien Publik: 5 120 Domare: Antti Munukka (Finland) | Razgrad, Bulgarien Publik: 5 120 Domare: Antti Munukka (Finland) |
| 19:45 | 19:45        |                    |                 |               | Razgrad, Bulgarien Publik: 5 120 Domare: Antti Munukka (Finland) | Razgrad, Bulgarien Publik: 5 120 Domare: Antti Munukka (Finland) |

| 14.B  | 21 juli 2015 | Milsami Orhei         | 2 – 1           | Ludogorets Razgrad | CSR Orhei                                                           |                                                                     |
| 17:00 | 17:00        | Andronic 26′ Racu 89′ | (1 – 1) Rapport | 25′ Wanderson      | Orhei, Moldavien Publik: 2 970 Domare: Svein-Erik Edvartsen (Norge) | Orhei, Moldavien Publik: 2 970 Domare: Svein-Erik Edvartsen (Norge) |
| 17:00 | 17:00        |                       |                 |                    | Orhei, Moldavien Publik: 2 970 Domare: Svein-Erik Edvartsen (Norge) | Orhei, Moldavien Publik: 2 970 Domare: Svein-Erik Edvartsen (Norge) |
| 17:00 | 17:00        |                       |                 |                    | Orhei, Moldavien Publik: 2 970 Domare: Svein-Erik Edvartsen (Norge) | Orhei, Moldavien Publik: 2 970 Domare: Svein-Erik Edvartsen (Norge) |

Milsami Orhei vidare med 3–1 sammanlagt.
| 15.A  | 15 juli 2015 | Dinamo Zagreb | 1 – 1           | Fola Esch | Stadion Maksimir                                           |                                                            |
| 21:00 | 21:00        | Henríquez 36′ | (1 – 1) Rapport | 25′ Hadji | Zagreb, Kroatien Publik: 9 100 Domare: Neil Doyle (Irland) | Zagreb, Kroatien Publik: 9 100 Domare: Neil Doyle (Irland) |
| 21:00 | 21:00        |               |                 |           | Zagreb, Kroatien Publik: 9 100 Domare: Neil Doyle (Irland) | Zagreb, Kroatien Publik: 9 100 Domare: Neil Doyle (Irland) |
| 21:00 | 21:00        |               |                 |           | Zagreb, Kroatien Publik: 9 100 Domare: Neil Doyle (Irland) | Zagreb, Kroatien Publik: 9 100 Domare: Neil Doyle (Irland) |

| 15.B  | 22 juli 2015 | Fola Esch | 0 – 3           | Dinamo Zagreb          | Stade Josy Barthel                                                      |                                                                         |
| 20:00 | 20:00        |           | (0 – 2) Rapport | 28′, 40′ Pjaca 75′ Rog | Luxemburg, Luxemburg Publik: 3 300 Domare: Siarhei Tsynkevich (Belarus) | Luxemburg, Luxemburg Publik: 3 300 Domare: Siarhei Tsynkevich (Belarus) |
| 20:00 | 20:00        |           |                 |                        | Luxemburg, Luxemburg Publik: 3 300 Domare: Siarhei Tsynkevich (Belarus) | Luxemburg, Luxemburg Publik: 3 300 Domare: Siarhei Tsynkevich (Belarus) |
| 20:00 | 20:00        |           |                 |                        | Luxemburg, Luxemburg Publik: 3 300 Domare: Siarhei Tsynkevich (Belarus) | Luxemburg, Luxemburg Publik: 3 300 Domare: Siarhei Tsynkevich (Belarus) |

Dinamo Zagreb vidare med 4–1 sammanlagt.
| 16.A  | 14 juli 2015 | Skënderbeu Korçë                       | 4 – 1           | Crusaders | Skënderbeu Stadium                                                 |                                                                    |
| 20:00 | 20:00        | Nimaga 15′ Salihi 34′, 84′ Berisha 76′ | (2 – 0) Rapport | 48′ Owens | Korça, Albanien Publik: 5 500 Domare: Alexander Harkam (Österrike) | Korça, Albanien Publik: 5 500 Domare: Alexander Harkam (Österrike) |
| 20:00 | 20:00        |                                        |                 |           | Korça, Albanien Publik: 5 500 Domare: Alexander Harkam (Österrike) | Korça, Albanien Publik: 5 500 Domare: Alexander Harkam (Österrike) |
| 20:00 | 20:00        |                                        |                 |           | Korça, Albanien Publik: 5 500 Domare: Alexander Harkam (Österrike) | Korça, Albanien Publik: 5 500 Domare: Alexander Harkam (Österrike) |

| 16.B  | 21 juli 2015 | Crusdaers                               | 3 – 2           | Skënderbeu Korçë       | Seaview                                                                |                                                                        |
| 20:45 | 20:45        | O'Flynn 50′ Snoddy 90+2′ Mitchell 90+3′ | (0 – 0) Rapport | 69′ Berisha 77′ Latifi | Belfast, Nordirland Publik: 1 548 Domare: Christos Nicolaides (Cypern) | Belfast, Nordirland Publik: 1 548 Domare: Christos Nicolaides (Cypern) |
| 20:45 | 20:45        |                                         |                 |                        | Belfast, Nordirland Publik: 1 548 Domare: Christos Nicolaides (Cypern) | Belfast, Nordirland Publik: 1 548 Domare: Christos Nicolaides (Cypern) |
| 20:45 | 20:45        |                                         |                 |                        | Belfast, Nordirland Publik: 1 548 Domare: Christos Nicolaides (Cypern) | Belfast, Nordirland Publik: 1 548 Domare: Christos Nicolaides (Cypern) |

Skënderbeu Korçë vidare med 6–4 sammanlagt.
| 17.A  | 14 juli 2015 | The New Saints | 0 – 1           | Videoton    | Park Hall                                                     |                                                               |
| 20:00 | 20:00        |                | (0 – 0) Rapport | 77′ Gyurcsó | Oswestry, Wales Publik: 1 068 Domare: Ján Valášek (Slovakien) | Oswestry, Wales Publik: 1 068 Domare: Ján Valášek (Slovakien) |
| 20:00 | 20:00        |                |                 |             | Oswestry, Wales Publik: 1 068 Domare: Ján Valášek (Slovakien) | Oswestry, Wales Publik: 1 068 Domare: Ján Valášek (Slovakien) |
| 20:00 | 20:00        |                |                 |             | Oswestry, Wales Publik: 1 068 Domare: Ján Valášek (Slovakien) | Oswestry, Wales Publik: 1 068 Domare: Ján Valášek (Slovakien) |

| 17.B  | 22 juli 2015 | Videoton     | 1 – 1 (e.fl.)   | The New Saints | Sóstói Stadion                                                           |                                                                          |
| 20:30 | 20:30        | Gyurcsó 107′ | (0 – 0) Rapport | 78′ Williams   | Székesfehérvár, Ungern Publik: 3 268 Domare: Nerijus Dunauskas (Litauen) | Székesfehérvár, Ungern Publik: 3 268 Domare: Nerijus Dunauskas (Litauen) |
| 20:30 | 20:30        |              |                 |                | Székesfehérvár, Ungern Publik: 3 268 Domare: Nerijus Dunauskas (Litauen) | Székesfehérvár, Ungern Publik: 3 268 Domare: Nerijus Dunauskas (Litauen) |
| 20:30 | 20:30        |              |                 |                | Székesfehérvár, Ungern Publik: 3 268 Domare: Nerijus Dunauskas (Litauen) | Székesfehérvár, Ungern Publik: 3 268 Domare: Nerijus Dunauskas (Litauen) |

Videoton vidare med 2–1 sammanlagt.

## Tredje kvalomgången

### Seeding
| Mästare                                                    | Mästare                                                                       | Mästare                                                                   | Mästare                                                            | Bäst placerade                                                  | Bäst placerade                                                     |
| Grupp 1                                                    | Grupp 1                                                                       | Grupp 2                                                                   | Grupp 2                                                            | Bäst placerade                                                  | Bäst placerade                                                     |
| Seedade                                                    | Oseedade                                                                      | Seedade                                                                   | Oseedade                                                           | Seedade                                                         | Oseedade                                                           |
| ---------------------------------------------------------- | ----------------------------------------------------------------------------- | ------------------------------------------------------------------------- | ------------------------------------------------------------------ | --------------------------------------------------------------- | ------------------------------------------------------------------ |
| Basel · Steaua București · Celtic · Milsami Orhei · Astana | Lech Poznań · Partizan Belgrad · Qarabağ · HJK Helsingfors · Skënderbeu Korçë | Red Bull Sazlburg · Viktoria Plzeň · APOEL · BATE Borisov · Dinamo Zagreb | Maccabi Tel Aviv · Malmö FF · Molde FK · FC Midtjylland · Videoton | Sjachtar Donetsk · Ajax · CSKA Moskva · Club Brugge · AS Monaco | Young Boys · Sparta Prag · Fenerbahçe · Panathinaikos · Rapid Wien |

### Matcher
| Tredje kvalomgången – Mästare | Tredje kvalomgången – Mästare | Tredje kvalomgången – Mästare | Tredje kvalomgången – Mästare | Tredje kvalomgången – Mästare |
| ----------------------------- | ----------------------------- | ----------------------------- | ----------------------------- | ----------------------------- |
| Lag 1                         | Totalt                        | Lag 2                         | Möte 1                        | Möte 2                        |
| Lech Poznań                   | 1–4                           | Basel                         | 1–3                           | 0–1                           |
| Milsami Orhei                 | 0–4                           | Skënderbeu Korçë              | 0–2                           | 0–2                           |
| HJK Helsingfors               | 3–4                           | Astana                        | 0–0                           | 3–4                           |
| Celtic                        | 1–0                           | Qarabağ                       | 1–0                           | 0–0                           |
| Steaua București              | 3–5                           | Partizan Belgrad              | 1–1                           | 2–4                           |
| FC Midtjylland                | 00002–2 (BM)                  | APOEL                         | 1–2                           | 1–0                           |
| Maccabi Tel Aviv              | 3–2                           | Viktoria Plzeň                | 1–2                           | 2–0                           |
| Dinamo Zagreb                 | 00004–4 (BM)                  | Molde FK                      | 1–1                           | 3–3                           |
| Videoton                      | 1–2                           | BATE Borisov                  | 1–1                           | 0–1                           |
| Red Bull Salzburg             | 2–3                           | Malmö FF                      | 2–0                           | 0–3                           |

| Tredje kvalomgången – Bäst placerade | Tredje kvalomgången – Bäst placerade | Tredje kvalomgången – Bäst placerade | Tredje kvalomgången – Bäst placerade | Tredje kvalomgången – Bäst placerade |
| ------------------------------------ | ------------------------------------ | ------------------------------------ | ------------------------------------ | ------------------------------------ |
| Lag 1                                | Totalt                               | Lag 2                                | Möte 1                               | Möte 2                               |
| Panathinaikos                        | 2–4                                  | Club Brugge                          | 2–1                                  | 0–3                                  |
| Young Boys                           | 1–7                                  | AS Monaco                            | 1–3                                  | 0–4                                  |
| CSKA Moskva                          | 5–4                                  | Sparta Prag                          | 2–2                                  | 3–2                                  |
| Rapid Wien                           | 5–4                                  | Ajax                                 | 2–2                                  | 3–2                                  |
| Fenerbahçe                           | 0–3                                  | Sjachtar Donetsk                     | 0–0                                  | 0–3                                  |

| 1.A   | 29 juli 2015 | Lech Poznań  | 1 – 3           | Basel                         | INEA Stadion                                                  |                                                               |
| 20:45 | 20:45        | Thomalla 36′ | (1 – 1) Rapport | 34′ Lang 77′Janko 90+2′ Callà | Poznań, Polen Publik: 25 478 Domare: Anthony Taylor (England) | Poznań, Polen Publik: 25 478 Domare: Anthony Taylor (England) |
| 20:45 | 20:45        |              |                 |                               | Poznań, Polen Publik: 25 478 Domare: Anthony Taylor (England) | Poznań, Polen Publik: 25 478 Domare: Anthony Taylor (England) |
| 20:45 | 20:45        |              |                 |                               | Poznań, Polen Publik: 25 478 Domare: Anthony Taylor (England) | Poznań, Polen Publik: 25 478 Domare: Anthony Taylor (England) |

| 1.B   | 5 augusti 2015 | Basel           | 1 – 0           | Lech Poznań | St. Jakob-Park                                                 |                                                                |
| 20:15 | 20:15          | Bjarnason 90+1′ | (0 – 0) Rapport |             | Basel, Schweiz Publik: 18 196 Domare: Ruddy Buquet (Frankrike) | Basel, Schweiz Publik: 18 196 Domare: Ruddy Buquet (Frankrike) |
| 20:15 | 20:15          |                 |                 |             | Basel, Schweiz Publik: 18 196 Domare: Ruddy Buquet (Frankrike) | Basel, Schweiz Publik: 18 196 Domare: Ruddy Buquet (Frankrike) |
| 20:15 | 20:15          |                 |                 |             | Basel, Schweiz Publik: 18 196 Domare: Ruddy Buquet (Frankrike) | Basel, Schweiz Publik: 18 196 Domare: Ruddy Buquet (Frankrike) |

Basel vidare med 4–1 sammanlagt.
| 2.A   | 28 juli 2015 | Milsami Orhei | 0 – 2           | Skënderbeu Korçë       | Stadionul Zimbru                                                  |                                                                   |
| 19:00 | 19:00        |               | (0 – 0) Rapport | 49′, 73′ (str.) Salihi | Chișinău, Moldavien Publik: 7 227 Domare: Hüseyin Göçek (Turkiet) | Chișinău, Moldavien Publik: 7 227 Domare: Hüseyin Göçek (Turkiet) |
| 19:00 | 19:00        |               |                 |                        | Chișinău, Moldavien Publik: 7 227 Domare: Hüseyin Göçek (Turkiet) | Chișinău, Moldavien Publik: 7 227 Domare: Hüseyin Göçek (Turkiet) |
| 19:00 | 19:00        |               |                 |                        | Chișinău, Moldavien Publik: 7 227 Domare: Hüseyin Göçek (Turkiet) | Chișinău, Moldavien Publik: 7 227 Domare: Hüseyin Göçek (Turkiet) |

| 2.B   | 5 augusti 2015 | Skënderbeu Korçë      | 2 – 0           | Milsami Orhei | Elbasan Arena                                                        |                                                                      |
| 20:45 | 20:45          | Salihi 16′ Progni 55′ | (1 – 0) Rapport |               | Elbasan, Albanien Publik: 7 800 Domare: Artur Soares Dias (Portugal) | Elbasan, Albanien Publik: 7 800 Domare: Artur Soares Dias (Portugal) |
| 20:45 | 20:45          |                       |                 |               | Elbasan, Albanien Publik: 7 800 Domare: Artur Soares Dias (Portugal) | Elbasan, Albanien Publik: 7 800 Domare: Artur Soares Dias (Portugal) |
| 20:45 | 20:45          |                       |                 |               | Elbasan, Albanien Publik: 7 800 Domare: Artur Soares Dias (Portugal) | Elbasan, Albanien Publik: 7 800 Domare: Artur Soares Dias (Portugal) |

Skënderbeu Korçë vidare med 4–0 sammanlagt.
| 3.A   | 29 juli 2015 | HJK Helsingfors | 0 – 0           | Astana | Sonera Stadium                                                        |                                                                       |
| 18:00 | 18:00        |                 | (0 – 0) Rapport |        | Helsingfors, Finland Publik: 9 788 Domare: Alexandru Tudor (Rumänien) | Helsingfors, Finland Publik: 9 788 Domare: Alexandru Tudor (Rumänien) |
| 18:00 | 18:00        |                 |                 |        | Helsingfors, Finland Publik: 9 788 Domare: Alexandru Tudor (Rumänien) | Helsingfors, Finland Publik: 9 788 Domare: Alexandru Tudor (Rumänien) |
| 18:00 | 18:00        |                 |                 |        | Helsingfors, Finland Publik: 9 788 Domare: Alexandru Tudor (Rumänien) | Helsingfors, Finland Publik: 9 788 Domare: Alexandru Tudor (Rumänien) |

| 3.B | 5 augusti 2015 | Astana                                                  | 4 – 3           | HJK Helsingfors                      | Astana Arena                                                 |                                                              |
|     |                | Twumasi 44′ Cañas 47′ (str.) Shomko 56′ Postnikov 90+3′ | (1 – 2) Rapport | 4′ Jallow 42′ Baah 86′ (str.) Zeneli | Astana, Kazakstan Publik: 27 937 Domare: Alon Yefet (Israel) | Astana, Kazakstan Publik: 27 937 Domare: Alon Yefet (Israel) |
|     |                |                                                         |                 |                                      | Astana, Kazakstan Publik: 27 937 Domare: Alon Yefet (Israel) | Astana, Kazakstan Publik: 27 937 Domare: Alon Yefet (Israel) |
|     |                |                                                         |                 |                                      | Astana, Kazakstan Publik: 27 937 Domare: Alon Yefet (Israel) | Astana, Kazakstan Publik: 27 937 Domare: Alon Yefet (Israel) |

Astana vidare med 4–3 sammanlagt.
| 4.A   | 29 juli 2015 | Celtic     | 1 – 0           | Qarabağ | Celtic Park                                                                |                                                                            |
| 20:45 | 20:45        | Boyata 82′ | (0 – 0) Rapport |         | Glasgow, Skottland Publik: 43 011 Domare: Robert Schörgenhofer (Österrike) | Glasgow, Skottland Publik: 43 011 Domare: Robert Schörgenhofer (Österrike) |
| 20:45 | 20:45        |            |                 |         | Glasgow, Skottland Publik: 43 011 Domare: Robert Schörgenhofer (Österrike) | Glasgow, Skottland Publik: 43 011 Domare: Robert Schörgenhofer (Österrike) |
| 20:45 | 20:45        |            |                 |         | Glasgow, Skottland Publik: 43 011 Domare: Robert Schörgenhofer (Österrike) | Glasgow, Skottland Publik: 43 011 Domare: Robert Schörgenhofer (Österrike) |

| 4.B   | 5 augusti 2015 | Qarabağ | 0 – 0           | Celtic | Tofiq Bähramov-stadion                                                   |                                                                          |
| 18:30 | 18:30          |         | (0 – 0) Rapport |        | Baku, Azerbajdzjan Publik: 31 850 Domare: Martin Strömbergsson (Sverige) | Baku, Azerbajdzjan Publik: 31 850 Domare: Martin Strömbergsson (Sverige) |
| 18:30 | 18:30          |         |                 |        | Baku, Azerbajdzjan Publik: 31 850 Domare: Martin Strömbergsson (Sverige) | Baku, Azerbajdzjan Publik: 31 850 Domare: Martin Strömbergsson (Sverige) |
| 18:30 | 18:30          |         |                 |        | Baku, Azerbajdzjan Publik: 31 850 Domare: Martin Strömbergsson (Sverige) | Baku, Azerbajdzjan Publik: 31 850 Domare: Martin Strömbergsson (Sverige) |

Celtic vidare med 1–0 sammanlagt.
| 5.A   | 29 juli 2015 | Steaua București | 1 – 1           | Partizan Belgrad | Arena Națională                                                 |                                                                 |
| 20:30 | 20:30        | Varela 81′       | (0 – 0) Rapport | 62′ Vulićević    | Bukarest, Rumänien Publik: 0 Domare: Kevin Blom (Nederländerna) | Bukarest, Rumänien Publik: 0 Domare: Kevin Blom (Nederländerna) |
| 20:30 | 20:30        |                  |                 |                  | Bukarest, Rumänien Publik: 0 Domare: Kevin Blom (Nederländerna) | Bukarest, Rumänien Publik: 0 Domare: Kevin Blom (Nederländerna) |
| 20:30 | 20:30        |                  |                 |                  | Bukarest, Rumänien Publik: 0 Domare: Kevin Blom (Nederländerna) | Bukarest, Rumänien Publik: 0 Domare: Kevin Blom (Nederländerna) |

| 5.B   | 5 augusti 2015 | Partizan Belgrad                                  | 4 – 2           | Steaua București       | Stadion Partizana                                           |                                                             |
| 20:30 | 20:30          | Babović 8′ Jevtović 60′ Živković 69′ Trujić 90+1′ | (1 – 2) Rapport | 11′ Sulley 33′ Hamroun | Belgrad, Serbien Publik: 26 775 Domare: István Vad (Ungern) | Belgrad, Serbien Publik: 26 775 Domare: István Vad (Ungern) |
| 20:30 | 20:30          |                                                   |                 |                        | Belgrad, Serbien Publik: 26 775 Domare: István Vad (Ungern) | Belgrad, Serbien Publik: 26 775 Domare: István Vad (Ungern) |
| 20:30 | 20:30          |                                                   |                 |                        | Belgrad, Serbien Publik: 26 775 Domare: István Vad (Ungern) | Belgrad, Serbien Publik: 26 775 Domare: István Vad (Ungern) |

Partizan Belgrad vidare med 5–3 sammanlagt.
| 6.A   | 28 juli 2015 | FC Midtjylland | 1 – 2           | APEOL                             | MCH Arena                                                        |                                                                  |
| 19:00 | 19:00        | Poulsen 88′    | (0 – 2) Rapport | 30′ (sjm.) Hansen 33′ De Vincenti | Herning, Danmark Publik: 8 253 Domare: Slavko Vinčić (Slovenien) | Herning, Danmark Publik: 8 253 Domare: Slavko Vinčić (Slovenien) |
| 19:00 | 19:00        |                |                 |                                   | Herning, Danmark Publik: 8 253 Domare: Slavko Vinčić (Slovenien) | Herning, Danmark Publik: 8 253 Domare: Slavko Vinčić (Slovenien) |
| 19:00 | 19:00        |                |                 |                                   | Herning, Danmark Publik: 8 253 Domare: Slavko Vinčić (Slovenien) | Herning, Danmark Publik: 8 253 Domare: Slavko Vinčić (Slovenien) |

| 6.B   | 4 augusti 2015 | APOEL | 0 – 1           | FC Midtjylland | GSP Stadium                                                     |                                                                 |
| 19:00 | 19:00          |       | (0 – 1) Rapport | 3′ Sviatchenko | Nicosia, Cypern Publik: 16 070 Domare: Bobby Madden (Skottland) | Nicosia, Cypern Publik: 16 070 Domare: Bobby Madden (Skottland) |
| 19:00 | 19:00          |       |                 |                | Nicosia, Cypern Publik: 16 070 Domare: Bobby Madden (Skottland) | Nicosia, Cypern Publik: 16 070 Domare: Bobby Madden (Skottland) |
| 19:00 | 19:00          |       |                 |                | Nicosia, Cypern Publik: 16 070 Domare: Bobby Madden (Skottland) | Nicosia, Cypern Publik: 16 070 Domare: Bobby Madden (Skottland) |

2–2 sammanlagt, APOEL vidare på fler gjorda bortamål.
| 7.A   | 28 juli 2015 | Maccabi Tel Aviv | 1 – 2           | Viktoria Plzeň              | Bloomfield Stadium                                                 |                                                                    |
| 19:30 | 19:30        | Yitzhaki 79′     | (0 – 2) Rapport | 17′ Mahmutović 21′ Petržela | Tel Aviv, Israel Publik: 13 420 Domare: Aleksei Kulbakov (Belarus) | Tel Aviv, Israel Publik: 13 420 Domare: Aleksei Kulbakov (Belarus) |
| 19:30 | 19:30        |                  |                 |                             | Tel Aviv, Israel Publik: 13 420 Domare: Aleksei Kulbakov (Belarus) | Tel Aviv, Israel Publik: 13 420 Domare: Aleksei Kulbakov (Belarus) |
| 19:30 | 19:30        |                  |                 |                             | Tel Aviv, Israel Publik: 13 420 Domare: Aleksei Kulbakov (Belarus) | Tel Aviv, Israel Publik: 13 420 Domare: Aleksei Kulbakov (Belarus) |

| 7.B   | 5 augusti 2015 | Viktoria Plzeň | 0 – 2           | Maccabi Tel Aviv       | Doosan Arena                                                       |                                                                    |
| 20:45 | 20:45          |                | (0 – 0) Rapport | 76′ (str.), 83′ Zahavi | Plzeň, Tjeckien Publik: 11 242 Domare: Yevhen Aranovskiy (Ukraina) | Plzeň, Tjeckien Publik: 11 242 Domare: Yevhen Aranovskiy (Ukraina) |
| 20:45 | 20:45          |                |                 |                        | Plzeň, Tjeckien Publik: 11 242 Domare: Yevhen Aranovskiy (Ukraina) | Plzeň, Tjeckien Publik: 11 242 Domare: Yevhen Aranovskiy (Ukraina) |
| 20:45 | 20:45          |                |                 |                        | Plzeň, Tjeckien Publik: 11 242 Domare: Yevhen Aranovskiy (Ukraina) | Plzeň, Tjeckien Publik: 11 242 Domare: Yevhen Aranovskiy (Ukraina) |

Maccabi Tel Aviv vidare med 3–2 sammanlagt.
| 8.A   | 28 juli 2015 | Dinamo Zagreb | 1 – 1           | Molde FK   | Maksimirstadion                                                 |                                                                 |
| 21:00 | 21:00        | Henríquez 18′ | (1 – 1) Rapport | 21′ Kamara | Zagreb, Kroatien Publik: 9 327 Domare: Serge Gumienny (Belgien) | Zagreb, Kroatien Publik: 9 327 Domare: Serge Gumienny (Belgien) |
| 21:00 | 21:00        |               |                 |            | Zagreb, Kroatien Publik: 9 327 Domare: Serge Gumienny (Belgien) | Zagreb, Kroatien Publik: 9 327 Domare: Serge Gumienny (Belgien) |
| 21:00 | 21:00        |               |                 |            | Zagreb, Kroatien Publik: 9 327 Domare: Serge Gumienny (Belgien) | Zagreb, Kroatien Publik: 9 327 Domare: Serge Gumienny (Belgien) |

| 8.B   | 4 augusti 2015 | Molde FK                                      | 3 – 3           | Dinamo Zagreb               | Aker Stadion                                                |                                                             |
| 19:00 | 19:00          | Hussain 43′ Elyounoussi 52′ (str.) Kamara 75′ | (1 – 3) Rapport | 17′ Pjaca 20′ Ademi 22′ Rog | Molde, Norge Publik: 7 017 Domare: Michael Oliver (England) | Molde, Norge Publik: 7 017 Domare: Michael Oliver (England) |
| 19:00 | 19:00          |                                               |                 |                             | Molde, Norge Publik: 7 017 Domare: Michael Oliver (England) | Molde, Norge Publik: 7 017 Domare: Michael Oliver (England) |
| 19:00 | 19:00          |                                               |                 |                             | Molde, Norge Publik: 7 017 Domare: Michael Oliver (England) | Molde, Norge Publik: 7 017 Domare: Michael Oliver (England) |

4–4 sammanlagt, Dinamo Zagreb vidare på fler gjorda bortamål.
| 9.A   | 28 juli 2015 | Videoton     | 1 – 1           | BATE BORISOV  | Sóstói Stadion                                                               |                                                                              |
| 20:30 | 20:30        | Vinícius 89′ | (0 – 0) Rapport | 56′ Karnitsky | Székesfehérvár, Ungern Publik: 3 118 Domare: Aleksandar Stavrev (Makedonien) | Székesfehérvár, Ungern Publik: 3 118 Domare: Aleksandar Stavrev (Makedonien) |
| 20:30 | 20:30        |              |                 |               | Székesfehérvár, Ungern Publik: 3 118 Domare: Aleksandar Stavrev (Makedonien) | Székesfehérvár, Ungern Publik: 3 118 Domare: Aleksandar Stavrev (Makedonien) |
| 20:30 | 20:30        |              |                 |               | Székesfehérvár, Ungern Publik: 3 118 Domare: Aleksandar Stavrev (Makedonien) | Székesfehérvár, Ungern Publik: 3 118 Domare: Aleksandar Stavrev (Makedonien) |

| 9.B   | 5 augusti 2015 | BATE Borisov | 1 – 0           | Videoton | Borisov Arena                                                     |                                                                   |
| 19:30 | 19:30          | Nikolić 82′  | (0 – 0) Rapport |          | Barysaŭ, Vitryssland Publik: 12 498 Domare: Kenn Hansen (Danmark) | Barysaŭ, Vitryssland Publik: 12 498 Domare: Kenn Hansen (Danmark) |
| 19:30 | 19:30          |              |                 |          | Barysaŭ, Vitryssland Publik: 12 498 Domare: Kenn Hansen (Danmark) | Barysaŭ, Vitryssland Publik: 12 498 Domare: Kenn Hansen (Danmark) |
| 19:30 | 19:30          |              |                 |          | Barysaŭ, Vitryssland Publik: 12 498 Domare: Kenn Hansen (Danmark) | Barysaŭ, Vitryssland Publik: 12 498 Domare: Kenn Hansen (Danmark) |

BATE Borisov vidare med 2–1 sammanlagt.
| 10.A  | 29 juli 2015 | Red Bull Salzburg                | 2 – 0           | Malmö FF | Red Bull Arena                                                         |                                                                        |
| 19:00 | 19:00        | Ulmer 51′ Hinteregger 89′ (str.) | (0 – 0) Rapport |          | Wals-Siezenheim, Österrike Publik: 15 027 Domare: Luca Banti (Italien) | Wals-Siezenheim, Österrike Publik: 15 027 Domare: Luca Banti (Italien) |
| 19:00 | 19:00        |                                  |                 |          | Wals-Siezenheim, Österrike Publik: 15 027 Domare: Luca Banti (Italien) | Wals-Siezenheim, Österrike Publik: 15 027 Domare: Luca Banti (Italien) |
| 19:00 | 19:00        |                                  |                 |          | Wals-Siezenheim, Österrike Publik: 15 027 Domare: Luca Banti (Italien) | Wals-Siezenheim, Österrike Publik: 15 027 Domare: Luca Banti (Italien) |

| 10.B  | 5 augusti 2015 | Malmö FF                          | 3 – 0           | Red Bull Salzburg | Swedbank Stadion                                                     |                                                                      |
| 20:30 | 20:30          | Đurđić 7′ Rosenberg 14′ Rodić 42′ | (3 – 0) Rapport |                   | Malmö, Sverige Publik: 19 522 Domare: Michael Koukoulakis (Grekland) | Malmö, Sverige Publik: 19 522 Domare: Michael Koukoulakis (Grekland) |
| 20:30 | 20:30          |                                   |                 |                   | Malmö, Sverige Publik: 19 522 Domare: Michael Koukoulakis (Grekland) | Malmö, Sverige Publik: 19 522 Domare: Michael Koukoulakis (Grekland) |
| 20:30 | 20:30          |                                   |                 |                   | Malmö, Sverige Publik: 19 522 Domare: Michael Koukoulakis (Grekland) | Malmö, Sverige Publik: 19 522 Domare: Michael Koukoulakis (Grekland) |

Malmö FF vidare med 3–2 sammanlagt.
| 11.A  | 28 juli 2015 | Panathinaikos               | 2 – 1           | Club Brugge          | Apostolos Nikolaidis Stadium                                          |                                                                       |
| 20:00 | 20:00        | Berg 37′ Karelis 65′ (str.) | (1 – 1) Rapport | 10′ Bolingoli-Mbombo | Aten, Grekland Publik: 12 874 Domare: Vladislav Bezborodov (Ryssland) | Aten, Grekland Publik: 12 874 Domare: Vladislav Bezborodov (Ryssland) |
| 20:00 | 20:00        |                             |                 |                      | Aten, Grekland Publik: 12 874 Domare: Vladislav Bezborodov (Ryssland) | Aten, Grekland Publik: 12 874 Domare: Vladislav Bezborodov (Ryssland) |
| 20:00 | 20:00        |                             |                 |                      | Aten, Grekland Publik: 12 874 Domare: Vladislav Bezborodov (Ryssland) | Aten, Grekland Publik: 12 874 Domare: Vladislav Bezborodov (Ryssland) |

| 11.B  | 5 augusti 2015 | Club Brugge                      | 3 – 0           | Panathinaikos | Jan Breydelstadion                                                 |                                                                    |
| 20:30 | 20:30          | Cools 53′ Vázquez 58′ Oulare 82′ | (0 – 0) Rapport |               | Brygge, Belgien Publik: 27 038 Domare: Stefan Johanesson (Sverige) | Brygge, Belgien Publik: 27 038 Domare: Stefan Johanesson (Sverige) |
| 20:30 | 20:30          |                                  |                 |               | Brygge, Belgien Publik: 27 038 Domare: Stefan Johanesson (Sverige) | Brygge, Belgien Publik: 27 038 Domare: Stefan Johanesson (Sverige) |
| 20:30 | 20:30          |                                  |                 |               | Brygge, Belgien Publik: 27 038 Domare: Stefan Johanesson (Sverige) | Brygge, Belgien Publik: 27 038 Domare: Stefan Johanesson (Sverige) |

Club Brugge vidare med 4–2 sammanlagt.
| 12.A  | 28 juli 2015 | Young Boys  | 1 – 3           | AS Monaco                            | Stade de Suisse                                            |                                                            |
| 20:15 | 20:15        | Nuzzolo 74′ | (0 – 0) Rapport | 64′ Kurzawa 72′ Carrillo 75′ Pašalić | Bern, Schweiz Publik: 16 079 Domare: Matej Jug (Slovenien) | Bern, Schweiz Publik: 16 079 Domare: Matej Jug (Slovenien) |
| 20:15 | 20:15        |             |                 |                                      | Bern, Schweiz Publik: 16 079 Domare: Matej Jug (Slovenien) | Bern, Schweiz Publik: 16 079 Domare: Matej Jug (Slovenien) |
| 20:15 | 20:15        |             |                 |                                      | Bern, Schweiz Publik: 16 079 Domare: Matej Jug (Slovenien) | Bern, Schweiz Publik: 16 079 Domare: Matej Jug (Slovenien) |

| 12.B  | 4 augusti 2015 | AS Monaco                                             | 4 – 0           | Young Boys | Stade Louis II                                               |                                                              |
| 20:45 | 20:45          | Cavaleiro 54′ Kurzawa 64′ Martial 70′ El Shaarawy 77′ | (0 – 0) Rapport |            | Monaco Publik: 10 457 Domare: Danny Makkelie (Nederländerna) | Monaco Publik: 10 457 Domare: Danny Makkelie (Nederländerna) |
| 20:45 | 20:45          |                                                       |                 |            | Monaco Publik: 10 457 Domare: Danny Makkelie (Nederländerna) | Monaco Publik: 10 457 Domare: Danny Makkelie (Nederländerna) |
| 20:45 | 20:45          |                                                       |                 |            | Monaco Publik: 10 457 Domare: Danny Makkelie (Nederländerna) | Monaco Publik: 10 457 Domare: Danny Makkelie (Nederländerna) |

AS Monaco vidare med 7–1 sammanlagt.
| 13.A  | 28 juli 2015 | CSKA Moskva            | 2 – 2           | Sparta Prag          | Arena Chimki                                                               |                                                                            |
| 18:15 | 18:15        | Dzagojev 14′ Tošić 53′ | (1 – 1) Rapport | 15′ Fatai 57′ Krejčí | Chimki, Ryssland Publik: 10 500 Domare: Javier Estrada Fernández (Spanien) | Chimki, Ryssland Publik: 10 500 Domare: Javier Estrada Fernández (Spanien) |
| 18:15 | 18:15        |                        |                 |                      | Chimki, Ryssland Publik: 10 500 Domare: Javier Estrada Fernández (Spanien) | Chimki, Ryssland Publik: 10 500 Domare: Javier Estrada Fernández (Spanien) |
| 18:15 | 18:15        |                        |                 |                      | Chimki, Ryssland Publik: 10 500 Domare: Javier Estrada Fernández (Spanien) | Chimki, Ryssland Publik: 10 500 Domare: Javier Estrada Fernández (Spanien) |

| 13.B  | 5 augusti 2015 | Sparta Prag         | 2 – 3           | CSKA Moskva                | Genarli Arena                                                   |                                                                 |
| 18:45 | 18:45          | Krejčí 6′ Fatai 16′ | (2 – 1) Rapport | 34′, 51′ Musa 76′ Dzagojev | Prag, Tjeckien Publik: 16 580 Domare: Paolo Mazzoleni (Italien) | Prag, Tjeckien Publik: 16 580 Domare: Paolo Mazzoleni (Italien) |
| 18:45 | 18:45          |                     |                 |                            | Prag, Tjeckien Publik: 16 580 Domare: Paolo Mazzoleni (Italien) | Prag, Tjeckien Publik: 16 580 Domare: Paolo Mazzoleni (Italien) |
| 18:45 | 18:45          |                     |                 |                            | Prag, Tjeckien Publik: 16 580 Domare: Paolo Mazzoleni (Italien) | Prag, Tjeckien Publik: 16 580 Domare: Paolo Mazzoleni (Italien) |

CSKA Moskva vidare med 5–4 sammanlagt.
| 14.A  | 29 juli 2015 | Rapid Wien          | 2 – 2           | Ajax              | Ernst-Happel-Stadion                                             |                                                                  |
| 21:05 | 21:05        | Kainz 48′ Berić 76′ | (0 – 2) Rapport | 25′, 43′ Klaassen | Wien, Österrike Publik: 43 200 Domare: Willie Collum (Skottland) | Wien, Österrike Publik: 43 200 Domare: Willie Collum (Skottland) |
| 21:05 | 21:05        |                     |                 |                   | Wien, Österrike Publik: 43 200 Domare: Willie Collum (Skottland) | Wien, Österrike Publik: 43 200 Domare: Willie Collum (Skottland) |
| 21:05 | 21:05        |                     |                 |                   | Wien, Österrike Publik: 43 200 Domare: Willie Collum (Skottland) | Wien, Österrike Publik: 43 200 Domare: Willie Collum (Skottland) |

| 14.B  | 4 augusti 2015 | Ajax                 | 2 – 3           | Rapid Wien                | Amsterdam Arena                                                           |                                                                           |
| 20:15 | 20:15          | Milik 52′ Gudelj 75′ | (0 – 2) Rapport | 12′ Berić 39′, 77′ Schaub | Amsterdam, Nederländerna Publik: 53 502 Domare: Ivan Kružliak (Slovakien) | Amsterdam, Nederländerna Publik: 53 502 Domare: Ivan Kružliak (Slovakien) |
| 20:15 | 20:15          |                      |                 |                           | Amsterdam, Nederländerna Publik: 53 502 Domare: Ivan Kružliak (Slovakien) | Amsterdam, Nederländerna Publik: 53 502 Domare: Ivan Kružliak (Slovakien) |
| 20:15 | 20:15          |                      |                 |                           | Amsterdam, Nederländerna Publik: 53 502 Domare: Ivan Kružliak (Slovakien) | Amsterdam, Nederländerna Publik: 53 502 Domare: Ivan Kružliak (Slovakien) |

Rapid Wien vidare med 5–4 sammanlagt.
| 15.A  | 28 juli 2015 | Fenerbahçe | 0 – 0           | Sjachtar Donetsk | Şükrü Saracoğlu Stadyumu                                        |                                                                 |
| 20:00 | 20:00        |            | (0 – 0) Rapport |                  | Istanbul, Turkiet Publik: 37 342 Domare: Jorge Sousa (Portugal) | Istanbul, Turkiet Publik: 37 342 Domare: Jorge Sousa (Portugal) |
| 20:00 | 20:00        |            |                 |                  | Istanbul, Turkiet Publik: 37 342 Domare: Jorge Sousa (Portugal) | Istanbul, Turkiet Publik: 37 342 Domare: Jorge Sousa (Portugal) |
| 20:00 | 20:00        |            |                 |                  | Istanbul, Turkiet Publik: 37 342 Domare: Jorge Sousa (Portugal) | Istanbul, Turkiet Publik: 37 342 Domare: Jorge Sousa (Portugal) |

| 15.B  | 5 augusti 2015 | Sjachtar Donetsk                         | 3 – 0           | Fenerbahçe | Arena Lviv                                                   |                                                              |
| 20:45 | 20:45          | Hladkyy 25′ Srna 65′ (str.) Teixeira 68′ | (1 – 0) Rapport |            | Lviv, Ukraina Publik: 33 179 Domare: Felix Zwayer (Tyskland) | Lviv, Ukraina Publik: 33 179 Domare: Felix Zwayer (Tyskland) |
| 20:45 | 20:45          |                                          |                 |            | Lviv, Ukraina Publik: 33 179 Domare: Felix Zwayer (Tyskland) | Lviv, Ukraina Publik: 33 179 Domare: Felix Zwayer (Tyskland) |
| 20:45 | 20:45          |                                          |                 |            | Lviv, Ukraina Publik: 33 179 Domare: Felix Zwayer (Tyskland) | Lviv, Ukraina Publik: 33 179 Domare: Felix Zwayer (Tyskland) |

Sjachtar Donetsk vidare med 3–0 sammanlagt.

## Play-off

### Seeding
| Mästare                                               | Mästare                                                                    | Bäst placerade                                                                         | Bäst placerade                                             |
| Seedade                                               | Oseedade                                                                   | Seedade                                                                                | Oseedade                                                   |
| ----------------------------------------------------- | -------------------------------------------------------------------------- | -------------------------------------------------------------------------------------- | ---------------------------------------------------------- |
| Basel · Celtic · APOEL · BATE Borisov · Dinamo Zagreb | Maccabi Tel Aviv · Partizan Belgrad · Malmö FF · Skënderbeu Korçë · Astana | Manchester United · Valencia · Bayer Leverkusen · Sjachtar Donetsk · Sporting Lissabon | CSKA Moskva · Lazio · Club Brugge · AS Monaco · Rapid Wien |

### Matcher
| Playoff-omgången – Mästare | Playoff-omgången – Mästare | Playoff-omgången – Mästare | Playoff-omgången – Mästare | Playoff-omgången – Mästare |
| -------------------------- | -------------------------- | -------------------------- | -------------------------- | -------------------------- |
| Lag 1                      | Totalt                     | Lag 2                      | Möte 1                     | Möte 2                     |
| Astana                     | 2–1                        | APOEL                      | 1–0                        | 1–1                        |
| Skënderbeu Korçë           | 2–6                        | Dinamo Zagreb              | 1–2                        | 1–4                        |
| Celtic                     | 3–4                        | Malmö FF                   | 3–2                        | 0–2                        |
| Basel                      | 00003–3 (BM)               | Maccabi Tel Aviv           | 2–2                        | 1–1                        |
| BATE Borisiov              | 00002–2 (BM)               | Partizan Belgrad           | 1–0                        | 1–2                        |

| Playoff-omgången – Bäst placerade | Playoff-omgången – Bäst placerade | Playoff-omgången – Bäst placerade | Playoff-omgången – Bäst placerade | Playoff-omgången – Bäst placerade |
| --------------------------------- | --------------------------------- | --------------------------------- | --------------------------------- | --------------------------------- |
| Lag 1                             | Totalt                            | Lag 2                             | Möte 1                            | Möte 2                            |
| Lazio                             | 1–3                               | Bayer Leverkusen                  | 1–0                               | 0–3                               |
| Manchester United                 | 7–1                               | Club Brugge                       | 3–1                               | 4–0                               |
| Sporting Lissabon                 | 3–4                               | CSKA Moskva                       | 2–1                               | 1–3                               |
| Rapid Wien                        | 2–3                               | Sjachtar Donetsk                  | 0–1                               | 2–2                               |
| Valencia                          | 4–3                               | AS Monaco                         | 3–1                               | 1–2                               |

| 1.A   | 18 augusti 2015 | Astana         | 1 – 0           | APOEL | Astana Arena                                                    |                                                                 |
| 18:00 | 18:00           | Dzholchiev 14′ | (1 – 0) Rapport |       | Astana, Kazakstan Publik: 30 000 Domare: Viktor Kassai (Ungern) | Astana, Kazakstan Publik: 30 000 Domare: Viktor Kassai (Ungern) |
| 18:00 | 18:00           |                |                 |       | Astana, Kazakstan Publik: 30 000 Domare: Viktor Kassai (Ungern) | Astana, Kazakstan Publik: 30 000 Domare: Viktor Kassai (Ungern) |
| 18:00 | 18:00           |                |                 |       | Astana, Kazakstan Publik: 30 000 Domare: Viktor Kassai (Ungern) | Astana, Kazakstan Publik: 30 000 Domare: Viktor Kassai (Ungern) |

| 1.B   | 26 augusti 2015 | APOEL      | 1 – 1           | Astana         | GSP Stadium                                                      |                                                                  |
| 20:45 | 20:45           | Štilić 60′ | (0 – 0) Rapport | 84′ Maksimović | Nicosia, Cypern Publik: 17 699 Domare: Martin Atkinson (England) | Nicosia, Cypern Publik: 17 699 Domare: Martin Atkinson (England) |
| 20:45 | 20:45           |            |                 |                | Nicosia, Cypern Publik: 17 699 Domare: Martin Atkinson (England) | Nicosia, Cypern Publik: 17 699 Domare: Martin Atkinson (England) |
| 20:45 | 20:45           |            |                 |                | Nicosia, Cypern Publik: 17 699 Domare: Martin Atkinson (England) | Nicosia, Cypern Publik: 17 699 Domare: Martin Atkinson (England) |

Astana vidare med 2–1 sammanlagt.
| 2.A   | 19 augusti 2015 | Skënderbeu Korçë | 1 – 2           | Dinamo Zagreb             | Elbasan Arena                                                      |                                                                    |
| 20:45 | 20:45           | Shkëmbi 37′      | (1 – 0) Rapport | 66′ Soudani 90+3′ Pivarić | Elbasan, Albanien Publik: 12 163 Domare: Sergei Karasev (Ryssland) | Elbasan, Albanien Publik: 12 163 Domare: Sergei Karasev (Ryssland) |
| 20:45 | 20:45           |                  |                 |                           | Elbasan, Albanien Publik: 12 163 Domare: Sergei Karasev (Ryssland) | Elbasan, Albanien Publik: 12 163 Domare: Sergei Karasev (Ryssland) |
| 20:45 | 20:45           |                  |                 |                           | Elbasan, Albanien Publik: 12 163 Domare: Sergei Karasev (Ryssland) | Elbasan, Albanien Publik: 12 163 Domare: Sergei Karasev (Ryssland) |

| 2.B   | 25 augusti 2015 | Dinamo Zagreb                          | 4 – 1           | Skënderbeu Korçë | Maksimirstadion                                                   |                                                                   |
| 20:45 | 20:45           | Soudani 9′, 80′ Hodžić 15′ Taravel 55′ | (2 – 1) Rapport | 10′ Esquerdinha  | Zagreb, Kroatien Publik: 16 888 Domare: Gianluca Rocchi (Italien) | Zagreb, Kroatien Publik: 16 888 Domare: Gianluca Rocchi (Italien) |
| 20:45 | 20:45           |                                        |                 |                  | Zagreb, Kroatien Publik: 16 888 Domare: Gianluca Rocchi (Italien) | Zagreb, Kroatien Publik: 16 888 Domare: Gianluca Rocchi (Italien) |
| 20:45 | 20:45           |                                        |                 |                  | Zagreb, Kroatien Publik: 16 888 Domare: Gianluca Rocchi (Italien) | Zagreb, Kroatien Publik: 16 888 Domare: Gianluca Rocchi (Italien) |

Dinamo Zagreb vidare med 6–2 sammanlagt.
| 3.A   | 19 augusti 2015 | Celtic                      | 3 – 2           | Malmö FF          | Celtic Park                                                      |                                                                  |
| 20:45 | 20:45           | Griffiths 3′, 61′ Biton 10′ | (2 – 0) Rapport | 52′, 90+5′ Berget | Glasgow, Skottland Publik: 52 412 Domare: Felix Brych (Tyskland) | Glasgow, Skottland Publik: 52 412 Domare: Felix Brych (Tyskland) |
| 20:45 | 20:45           |                             |                 |                   | Glasgow, Skottland Publik: 52 412 Domare: Felix Brych (Tyskland) | Glasgow, Skottland Publik: 52 412 Domare: Felix Brych (Tyskland) |
| 20:45 | 20:45           |                             |                 |                   | Glasgow, Skottland Publik: 52 412 Domare: Felix Brych (Tyskland) | Glasgow, Skottland Publik: 52 412 Domare: Felix Brych (Tyskland) |

| 3.B   | 25 augusti 2015 | Malmö FF                        | 2 – 0           | Celtic | Swedbank Stadion                                              |                                                               |
| 20:45 | 20:45           | Rosenberg 23′ Boyata 54′ (sjm.) | (1 – 0) Rapport |        | Malmö, Sverige Publik: 20 500 Domare: Milorad Mažić (Serbien) | Malmö, Sverige Publik: 20 500 Domare: Milorad Mažić (Serbien) |
| 20:45 | 20:45           |                                 |                 |        | Malmö, Sverige Publik: 20 500 Domare: Milorad Mažić (Serbien) | Malmö, Sverige Publik: 20 500 Domare: Milorad Mažić (Serbien) |
| 20:45 | 20:45           |                                 |                 |        | Malmö, Sverige Publik: 20 500 Domare: Milorad Mažić (Serbien) | Malmö, Sverige Publik: 20 500 Domare: Milorad Mažić (Serbien) |

Malmö FF vidare med 4–3 sammanlagt.
| 4.A   | 19 augusti 2015 | Basel                         | 2 – 2           | Maccabi Tel Aviv  | St. Jakob-Park                                                  |                                                                 |
| 20:45 | 20:45           | Delgado 39′ (str.) Embolo 88′ | (1 – 1) Rapport | 31′, 90+6′ Zahavi | Basel, Schweiz Publik: 15 620 Domare: Willie Collum (Skottland) | Basel, Schweiz Publik: 15 620 Domare: Willie Collum (Skottland) |
| 20:45 | 20:45           |                               |                 |                   | Basel, Schweiz Publik: 15 620 Domare: Willie Collum (Skottland) | Basel, Schweiz Publik: 15 620 Domare: Willie Collum (Skottland) |
| 20:45 | 20:45           |                               |                 |                   | Basel, Schweiz Publik: 15 620 Domare: Willie Collum (Skottland) | Basel, Schweiz Publik: 15 620 Domare: Willie Collum (Skottland) |

| 4.B   | 25 augusti 2015 | Maccabi Tel Aviv | 1 – 1           | Basel     | Bloomfield Stadium                                                |                                                                   |
| 20:45 | 20:45           | Zahavi 24′       | (1 – 1) Rapport | 11′ Zuffi | Tel Aviv, Israel Publik: 13 350 Domare: Damir Skomina (Slovenien) | Tel Aviv, Israel Publik: 13 350 Domare: Damir Skomina (Slovenien) |
| 20:45 | 20:45           |                  |                 |           | Tel Aviv, Israel Publik: 13 350 Domare: Damir Skomina (Slovenien) | Tel Aviv, Israel Publik: 13 350 Domare: Damir Skomina (Slovenien) |
| 20:45 | 20:45           |                  |                 |           | Tel Aviv, Israel Publik: 13 350 Domare: Damir Skomina (Slovenien) | Tel Aviv, Israel Publik: 13 350 Domare: Damir Skomina (Slovenien) |

3–3 sammanlagt, Maccabi Tel Aviv vidare på fler gjorda bortamål.
| 5.A   | 18 augusti 2015 | BATE Borisov   | 1 – 0           | Partizan Belgrad | Borisov Arena                                                         |                                                                       |
| 20:45 | 20:45           | Gordeichuk 75′ | (0 – 0) Rapport |                  | Barysaŭ, Vitryssland Publik: 11 628 Domare: Craig Thomson (Skottland) | Barysaŭ, Vitryssland Publik: 11 628 Domare: Craig Thomson (Skottland) |
| 20:45 | 20:45           |                |                 |                  | Barysaŭ, Vitryssland Publik: 11 628 Domare: Craig Thomson (Skottland) | Barysaŭ, Vitryssland Publik: 11 628 Domare: Craig Thomson (Skottland) |
| 20:45 | 20:45           |                |                 |                  | Barysaŭ, Vitryssland Publik: 11 628 Domare: Craig Thomson (Skottland) | Barysaŭ, Vitryssland Publik: 11 628 Domare: Craig Thomson (Skottland) |

| 5.B   | 26 augusti 2015 | Partizan Belgrad                      | –       | BATE Borisov  | Stadion Partizana                                                 |                                                                   |
| 20:45 | 20:45           | Zhavnerchik 74′ (sjm.) Šaponjić 90+3′ | Rapport | 25′ Stasevich | Belgrad, Serbien Publik: 27 234 Domare: Svein Oddvar Moen (Norge) | Belgrad, Serbien Publik: 27 234 Domare: Svein Oddvar Moen (Norge) |
| 20:45 | 20:45           |                                       |         |               | Belgrad, Serbien Publik: 27 234 Domare: Svein Oddvar Moen (Norge) | Belgrad, Serbien Publik: 27 234 Domare: Svein Oddvar Moen (Norge) |
| 20:45 | 20:45           |                                       |         |               | Belgrad, Serbien Publik: 27 234 Domare: Svein Oddvar Moen (Norge) | Belgrad, Serbien Publik: 27 234 Domare: Svein Oddvar Moen (Norge) |

2–2 sammanlagt, BATE Borisov vidare på fler gjorda bortamål.
| 6.A   | 18 augusti 2015 | Lazio     | 1 – 0           | Bayer Leverkusen | Stadio Olimpico                                              |                                                              |
| 20:45 | 20:45           | Keita 77′ | (0 – 0) Rapport |                  | Rom, Italien Publik: 38 917 Domare: Jonas Eriksson (Sverige) | Rom, Italien Publik: 38 917 Domare: Jonas Eriksson (Sverige) |
| 20:45 | 20:45           |           |                 |                  | Rom, Italien Publik: 38 917 Domare: Jonas Eriksson (Sverige) | Rom, Italien Publik: 38 917 Domare: Jonas Eriksson (Sverige) |
| 20:45 | 20:45           |           |                 |                  | Rom, Italien Publik: 38 917 Domare: Jonas Eriksson (Sverige) | Rom, Italien Publik: 38 917 Domare: Jonas Eriksson (Sverige) |

| 6.B   | 26 augusti 2015 | Bayer Leverkusen                         | 3 – 0           | Lazio | Bayarena                                                                      |                                                                               |
| 20:45 | 20:45           | Çalhanoğlu 40′ Mehmedi 48′ Bellarabi 88′ | (1 – 0) Rapport |       | Leverkusen, Tyskland Publik: 28 222 Domare: Carlos Velasco Carballo (Spanien) | Leverkusen, Tyskland Publik: 28 222 Domare: Carlos Velasco Carballo (Spanien) |
| 20:45 | 20:45           |                                          |                 |       | Leverkusen, Tyskland Publik: 28 222 Domare: Carlos Velasco Carballo (Spanien) | Leverkusen, Tyskland Publik: 28 222 Domare: Carlos Velasco Carballo (Spanien) |
| 20:45 | 20:45           |                                          |                 |       | Leverkusen, Tyskland Publik: 28 222 Domare: Carlos Velasco Carballo (Spanien) | Leverkusen, Tyskland Publik: 28 222 Domare: Carlos Velasco Carballo (Spanien) |

Bayer Leverkusen vidare med 3–1 sammanlagt.
| 7.A   | 18 augusti 2015 | Manchester United             | 3 – 1           | Club Brugge       | Old Trafford                                                        |                                                                     |
| 20:45 | 20:45           | Depay 13′, 43′ Fellaini 90+4′ | (2 – 1) Rapport | 8′ (sjm.) Carrick | Manchester, England Publik: 75 312 Domare: Deniz Aytekin (Tyskland) | Manchester, England Publik: 75 312 Domare: Deniz Aytekin (Tyskland) |
| 20:45 | 20:45           |                               |                 |                   | Manchester, England Publik: 75 312 Domare: Deniz Aytekin (Tyskland) | Manchester, England Publik: 75 312 Domare: Deniz Aytekin (Tyskland) |
| 20:45 | 20:45           |                               |                 |                   | Manchester, England Publik: 75 312 Domare: Deniz Aytekin (Tyskland) | Manchester, England Publik: 75 312 Domare: Deniz Aytekin (Tyskland) |

| 7.B   | 26 augusti 2015 | Club Brugge | 0 – 4           | Manchester United                | Jan Breydel-stadion                                               |                                                                   |
| 20:45 | 20:45           |             | (0 – 1) Rapport | 20′, 49′, 57′ Rooney 63′ Herrera | Brygge, Belgien Publik: 28 733 Domare: Antonio Mateu Lahoz (ESP)) | Brygge, Belgien Publik: 28 733 Domare: Antonio Mateu Lahoz (ESP)) |
| 20:45 | 20:45           |             |                 |                                  | Brygge, Belgien Publik: 28 733 Domare: Antonio Mateu Lahoz (ESP)) | Brygge, Belgien Publik: 28 733 Domare: Antonio Mateu Lahoz (ESP)) |
| 20:45 | 20:45           |             |                 |                                  | Brygge, Belgien Publik: 28 733 Domare: Antonio Mateu Lahoz (ESP)) | Brygge, Belgien Publik: 28 733 Domare: Antonio Mateu Lahoz (ESP)) |

Manchester United vidare med 7–1 sammanlagt.
| 8.A   | 18 augusti 2015 | Sporting Lissabon         | 2 – 1           | CSKA Moskva | Estádio José Alvalade                                            |                                                                  |
| 20:45 | 20:45           | Gutiérrez 12′ Slimani 82′ | (1 – 1) Rapport | 40′ Doumbia | Lissabon, Portugal Publik: 41 826 Domare: Cüneyt Çakır (Turkiet) | Lissabon, Portugal Publik: 41 826 Domare: Cüneyt Çakır (Turkiet) |
| 20:45 | 20:45           |                           |                 |             | Lissabon, Portugal Publik: 41 826 Domare: Cüneyt Çakır (Turkiet) | Lissabon, Portugal Publik: 41 826 Domare: Cüneyt Çakır (Turkiet) |
| 20:45 | 20:45           |                           |                 |             | Lissabon, Portugal Publik: 41 826 Domare: Cüneyt Çakır (Turkiet) | Lissabon, Portugal Publik: 41 826 Domare: Cüneyt Çakır (Turkiet) |

| 8.B   | 26 augusti 2015 | CSKA Moskva               | 3 – 1           | Sporting Lissabon | Arena Chimki                                                      |                                                                   |
| 20:45 | 20:45           | Doumbia 49′, 72′ Musa 85′ | (0 – 1) Rapport | 36′ Gutiérrez     | Chimki, Ryssland Publik: 17 259 Domare: Pavel Královec (Tjeckien) | Chimki, Ryssland Publik: 17 259 Domare: Pavel Královec (Tjeckien) |
| 20:45 | 20:45           |                           |                 |                   | Chimki, Ryssland Publik: 17 259 Domare: Pavel Královec (Tjeckien) | Chimki, Ryssland Publik: 17 259 Domare: Pavel Královec (Tjeckien) |
| 20:45 | 20:45           |                           |                 |                   | Chimki, Ryssland Publik: 17 259 Domare: Pavel Královec (Tjeckien) | Chimki, Ryssland Publik: 17 259 Domare: Pavel Královec (Tjeckien) |

CSKA Moskva vidare med 4–3 sammanlagt.
| 9.A   | 19 augusti 2015 | Rapid Wien | 0 – 1           | Sjachtar Donetsk | Ernst-Happel-Stadion                                                 |                                                                      |
| 20:45 | 20:45           |            | (0 – 1) Rapport | 44′ Marlos       | Wien, Österrike Publik: 46 400 Domare: Björn Kuipers (Nederländerna) | Wien, Österrike Publik: 46 400 Domare: Björn Kuipers (Nederländerna) |
| 20:45 | 20:45           |            |                 |                  | Wien, Österrike Publik: 46 400 Domare: Björn Kuipers (Nederländerna) | Wien, Österrike Publik: 46 400 Domare: Björn Kuipers (Nederländerna) |
| 20:45 | 20:45           |            |                 |                  | Wien, Österrike Publik: 46 400 Domare: Björn Kuipers (Nederländerna) | Wien, Österrike Publik: 46 400 Domare: Björn Kuipers (Nederländerna) |

| 9.B   | 25 augusti 2015 | Sjachtar Donetsk       | 2 – 2           | Rapid Wien             | Arena Lviv                                                    |                                                               |
| 20:45 | 20:45           | Marlos 10′ Hladkyy 27′ | (2 – 2) Rapport | 13′ Schaub 22′ Hofmann | Lviv, Ukraina Publik: 28 417 Domare: Szymon Marciniak (Polen) | Lviv, Ukraina Publik: 28 417 Domare: Szymon Marciniak (Polen) |
| 20:45 | 20:45           |                        |                 |                        | Lviv, Ukraina Publik: 28 417 Domare: Szymon Marciniak (Polen) | Lviv, Ukraina Publik: 28 417 Domare: Szymon Marciniak (Polen) |
| 20:45 | 20:45           |                        |                 |                        | Lviv, Ukraina Publik: 28 417 Domare: Szymon Marciniak (Polen) | Lviv, Ukraina Publik: 28 417 Domare: Szymon Marciniak (Polen) |

Sjachtar Donetsk vidare med 3–2 sammanlagt.
| 10.A  | 19 augusti 2015 | Valencia                           | 3 – 1           | AS Monaco   | Mestalla                                                            |                                                                     |
| 20:45 | 20:45           | Rodrigo 4′ Parejo 59′ Feghouli 86′ | (1 – 0) Rapport | 49′ Pašalić | Valencia, Spanien Publik: 45 633 Domare: Mark Clattenburg (England) | Valencia, Spanien Publik: 45 633 Domare: Mark Clattenburg (England) |
| 20:45 | 20:45           |                                    |                 |             | Valencia, Spanien Publik: 45 633 Domare: Mark Clattenburg (England) | Valencia, Spanien Publik: 45 633 Domare: Mark Clattenburg (England) |
| 20:45 | 20:45           |                                    |                 |             | Valencia, Spanien Publik: 45 633 Domare: Mark Clattenburg (England) | Valencia, Spanien Publik: 45 633 Domare: Mark Clattenburg (England) |

| 10.B  | 25 augusti 2015 | AS Monaco              | 2 – 1           | Valencia   | Stade Louis II                                         |                                                        |
| 20:45 | 20:45           | Raggi 17′ Elderson 75′ | (1 – 1) Rapport | 4′ Negredo | Monaco Publik: 13 165 Domare: Nicola Rizzoli (Italien) | Monaco Publik: 13 165 Domare: Nicola Rizzoli (Italien) |
| 20:45 | 20:45           |                        |                 |            | Monaco Publik: 13 165 Domare: Nicola Rizzoli (Italien) | Monaco Publik: 13 165 Domare: Nicola Rizzoli (Italien) |
| 20:45 | 20:45           |                        |                 |            | Monaco Publik: 13 165 Domare: Nicola Rizzoli (Italien) | Monaco Publik: 13 165 Domare: Nicola Rizzoli (Italien) |

Valencia vidare med 4–3 sammanlagt.

## Anmärkningslista
1. 1 2 3 4  Vinnare av första kvalomgången, vars identitet inte är känd vid tidpunkten för dragningen. Lagen i kursiv stil besegrade ett lag med högre koefficient i första kvalomgången.
2. 1 2 3 4 5 6 7 8 9 10 11 12 13 14 15 16 17  Vinnare av andra kvalomgången, vars identitet inte är känd vid tidpunkten för dragningen. Lagen i kursiv stil besegrade ett lag med högre koefficient i andra kvalomgången.
3. 1 2 3 4 5 6 7 8 9 10 11 12 13 14 15  Vinnare av tredje kvalomgången